# 鍋
鍋（なべ）は、調理器の一種で、おもに金属製で円形であり、把手（とって、ハンドル）やつるなどをつけることが多い。
なお「鍋」は、調理器具を指している場合と、調理器具の鍋を使って作る料理（鍋料理、煮物料理、鍋物）を指す場合がある。「鍋を食べる」とは鍋料理を食べるという意味である。当記事では調理器具の鍋について解説する。鍋料理に関しては鍋料理の記事を参照のこと。

## 概説
日本の特許庁の意匠分類定義カードによると、食材に火を通すための調理器具であり、煮物・茹で物・揚げ物等の調理法に利用される。
通常は円形で、金属製や陶製の容器で、主に調理目的や液体を保持する目的で使うものである。
大和言葉の「なべ」の語源としては、「な（菜）」と「へ（瓮）」から成る複合語とされる。

## 歴史
石器時代、およそ2万年からそれ以上前、人類は土器を作り始め、その当初からの用法の一つは食物を煮炊きする鍋であったと考えられている。
日本では、縄文土器の基本形態である深鉢は、尖ったあるいは丸くなっている底の部分を土や火床の上に突き立て、周りで火を炊いて中身を加熱調理する鍋であった。その歴史は1万4千年前まで遡れる。

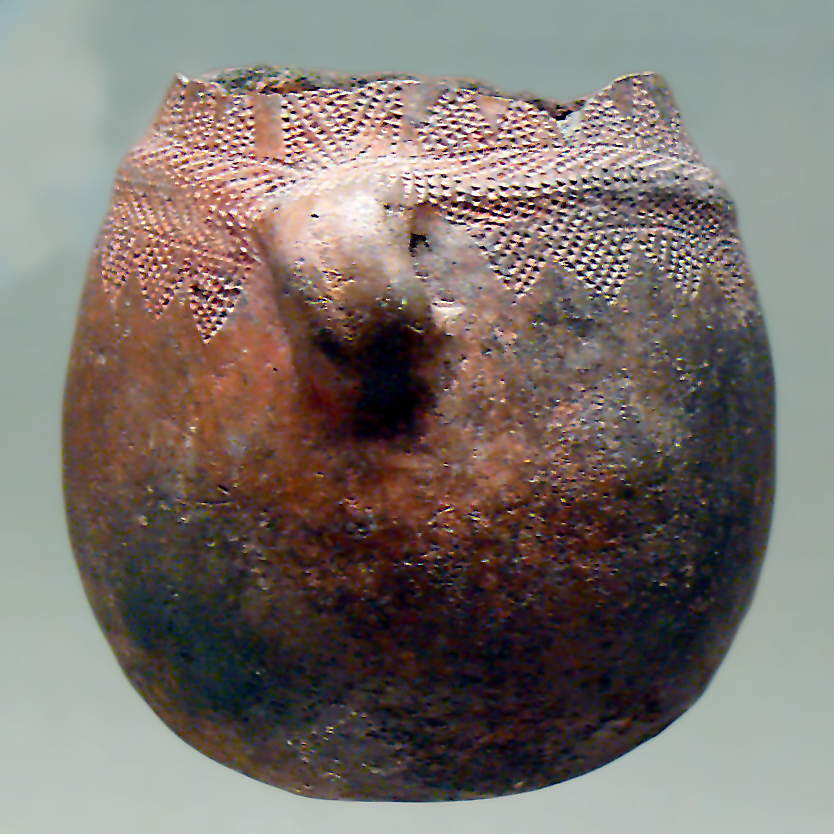
カルディウム土器（新石器時代のもの。スペインのバレンシア州で出土）
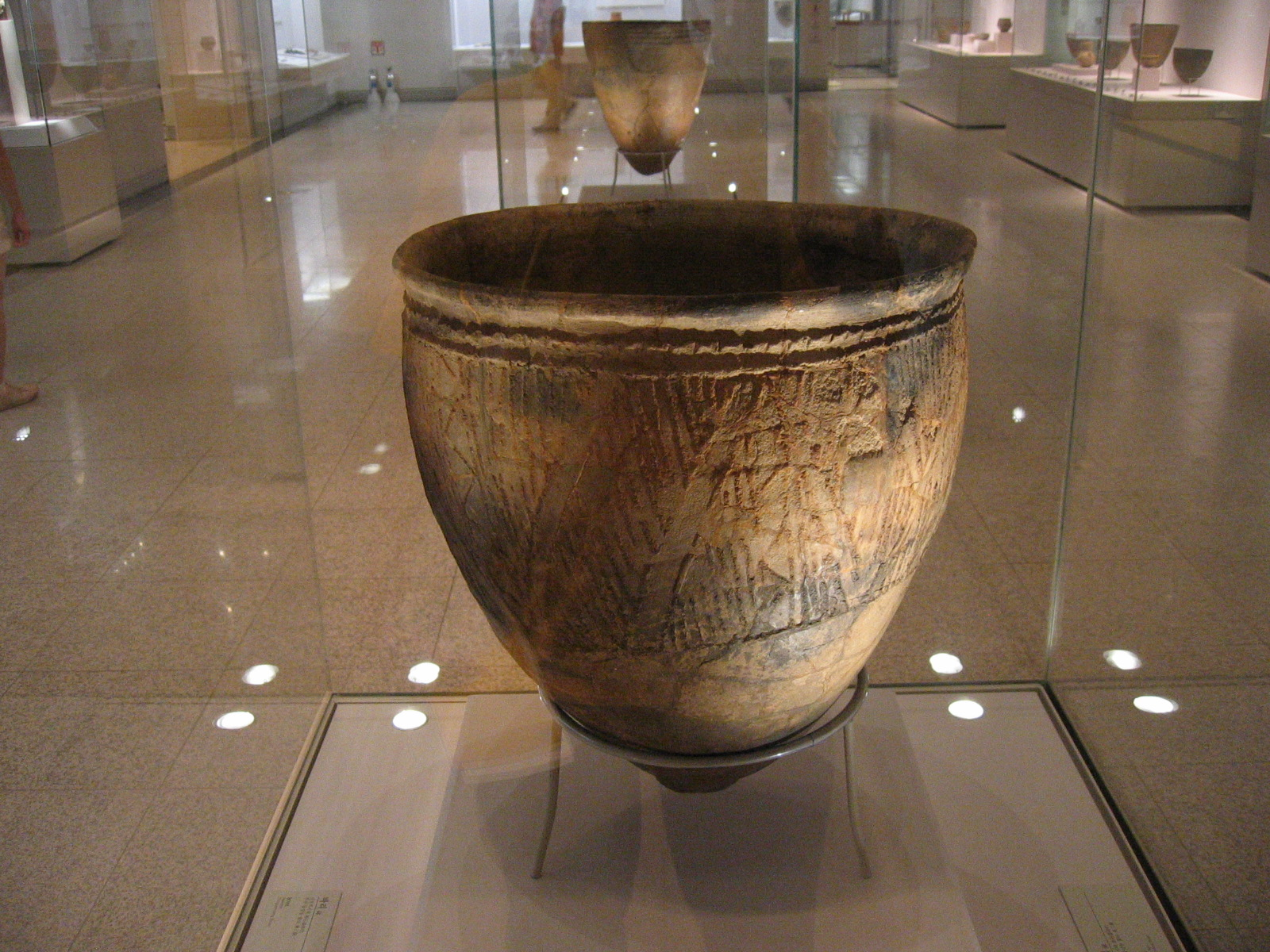
韓国で出土した新石器時代の鉢
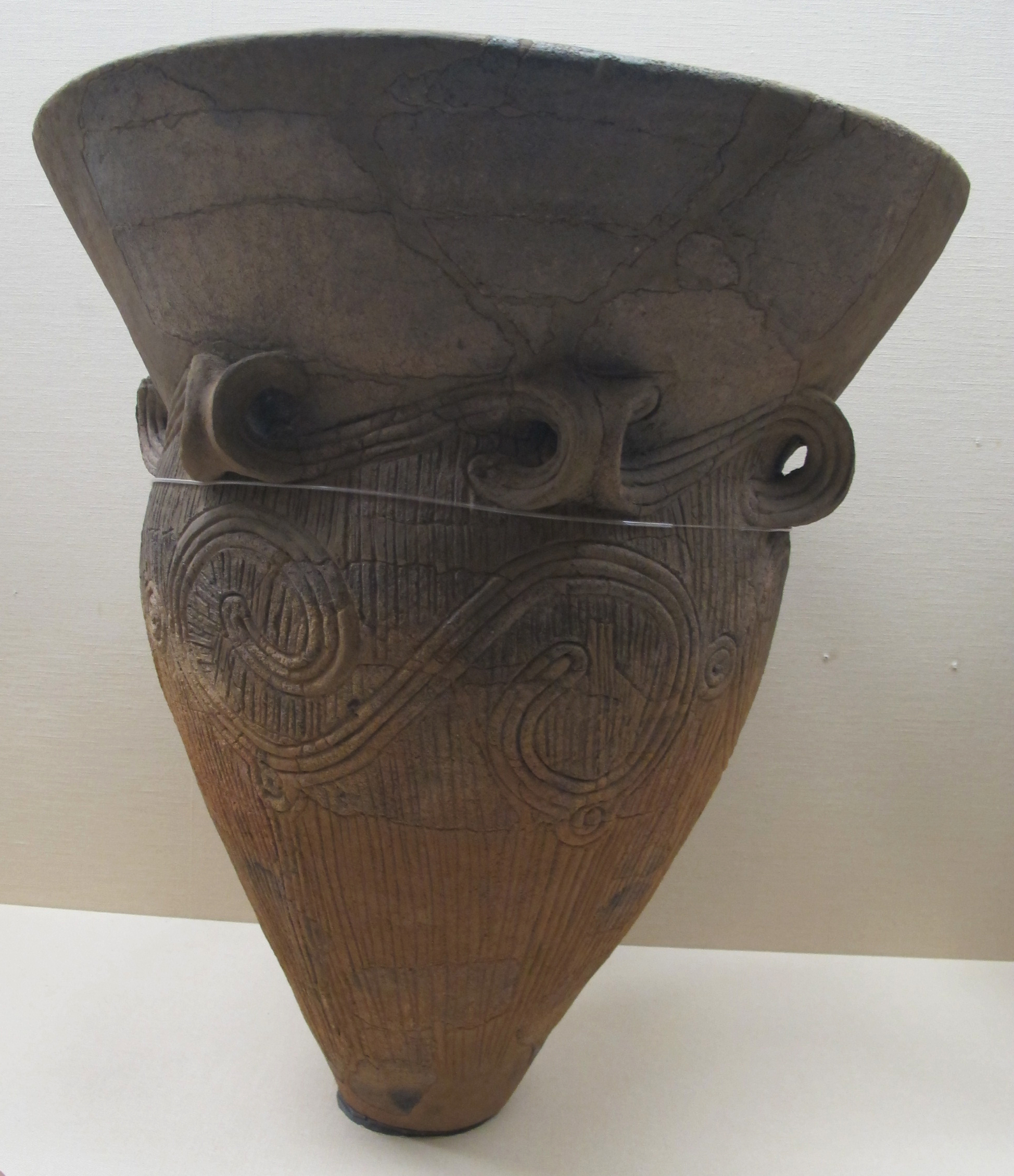
縄文土器の深鉢

金属製の鍋は少なくとも青銅器文明の紀元前2000年頃からエジプト、メソポタミア、中国でコルドロンに分類される大釜が使われ出した。中国では長い間使われ続け、戦国時代（紀元前403年 - 紀元前221年）の遺跡である随州曾侯乙墓からも、「鼎」、「鬲」といった煮るのに適した青銅器が出土している。釉薬を掛けていない素焼きの土鍋と違い、砂や灰でこすれば清潔が保て、熱の伝わり方も早く、焼き物と違って欠けたり割れたりすることが少ない金属製の鍋釜は便利であったが、当時は金属製の鍋を作るのは技術的にも大変だったため貴重品であった。

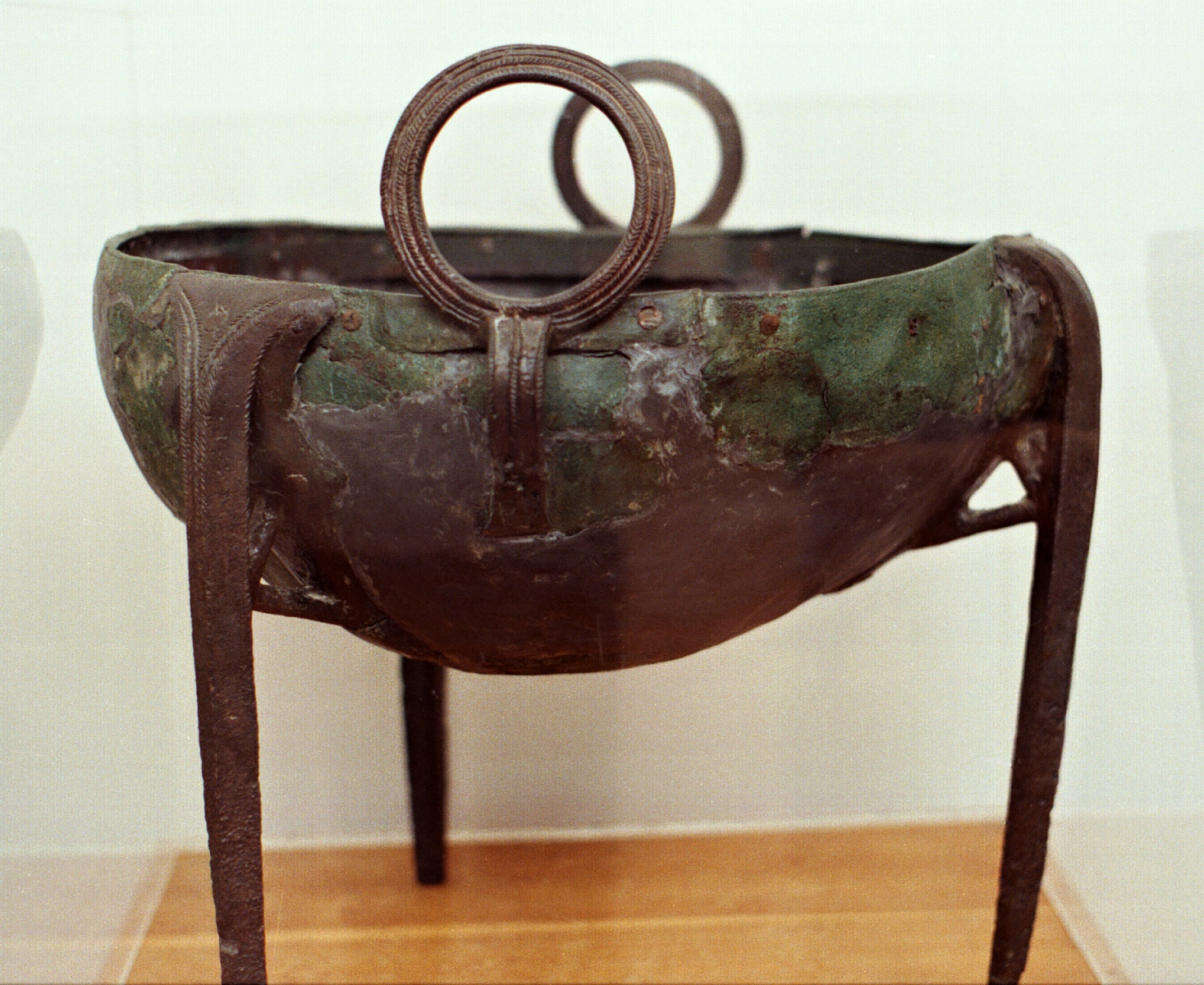
青銅の脚つき鍋。紀元前800年頃。（オリンピア博物館展示品）
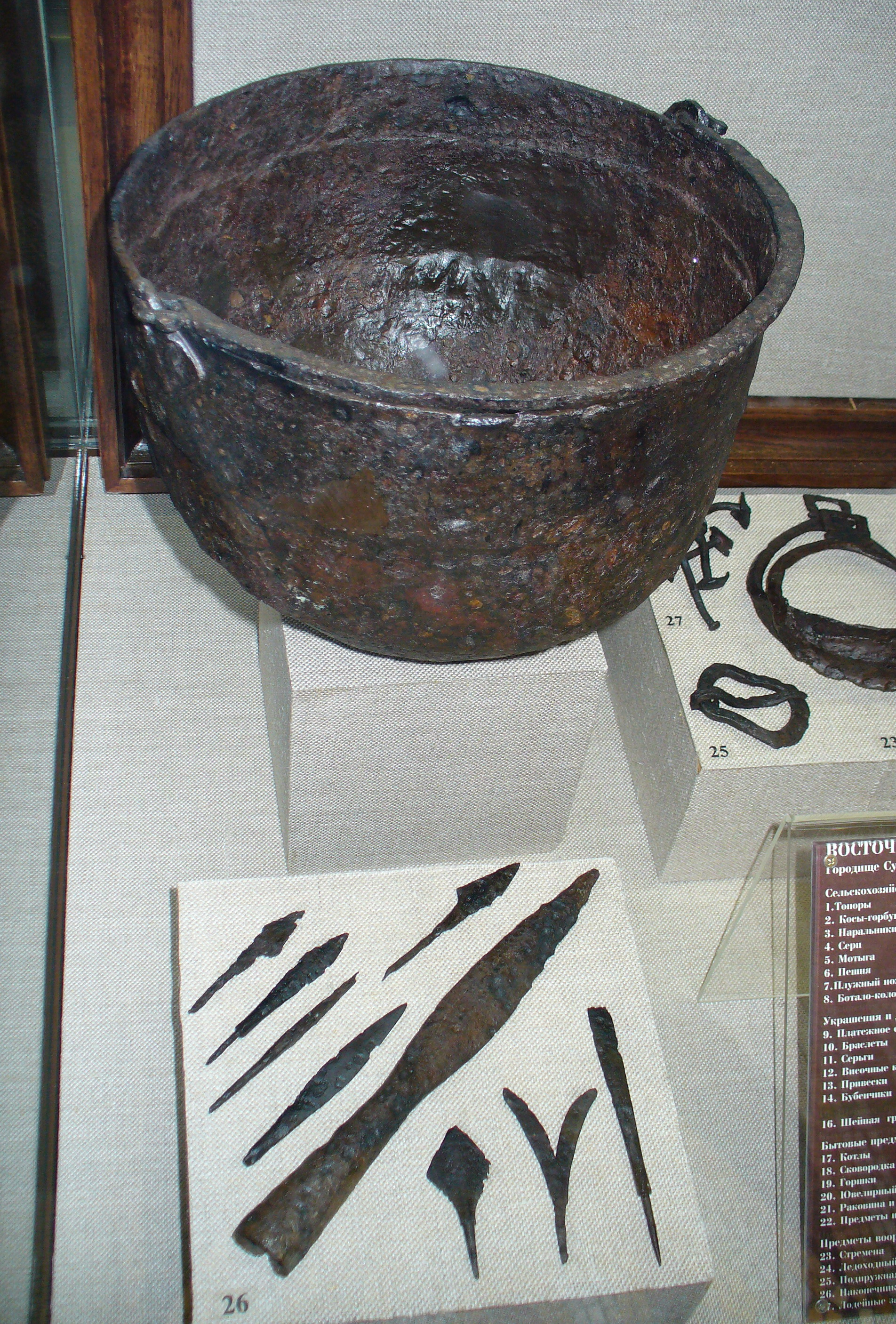
東スラブ。9世紀-10世紀頃。
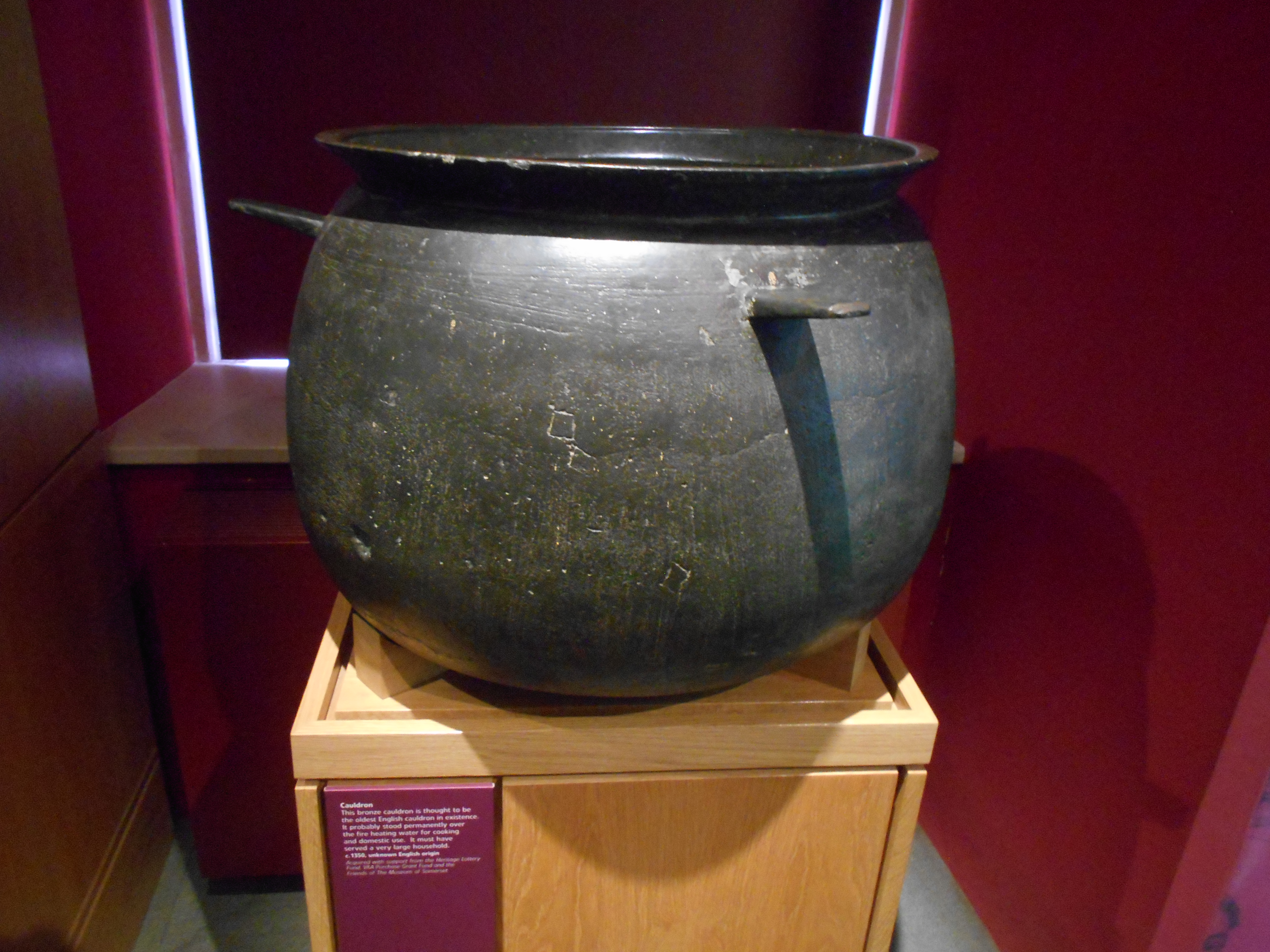
イギリス、1350年頃。（サマセット博物館）
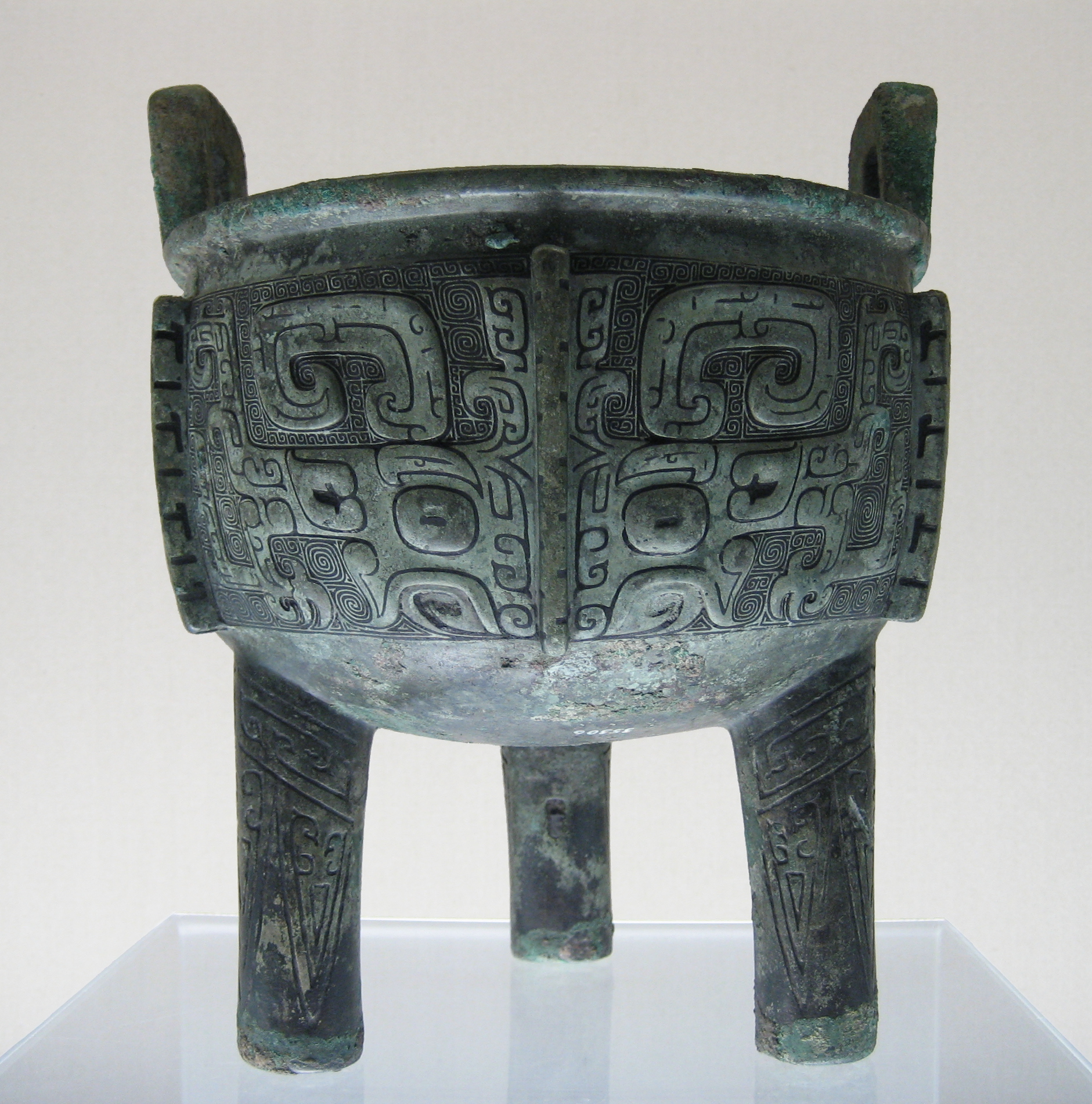
殷の末期の鼎
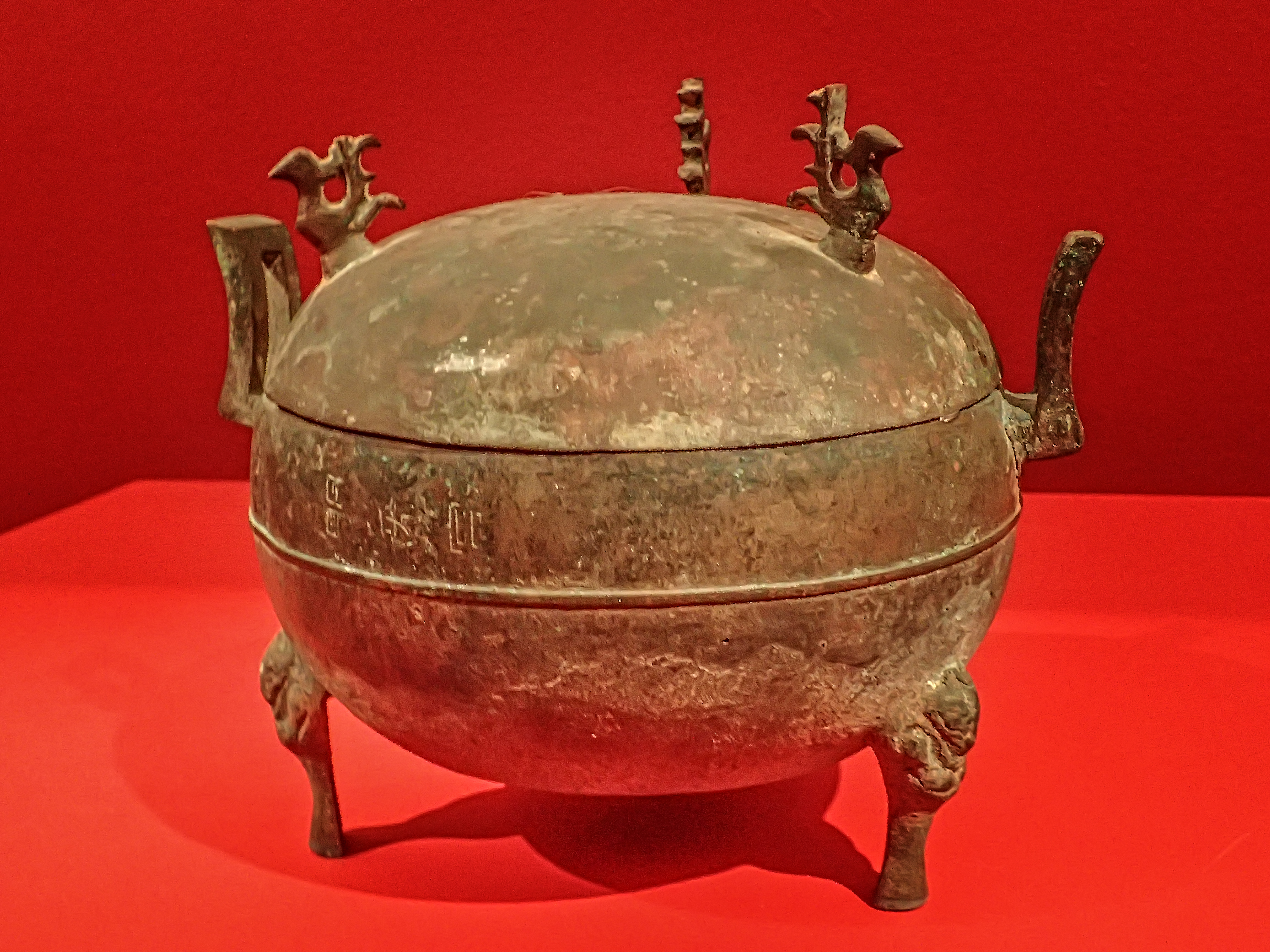
前漢の鼎。脚つきで蓋つきの鍋。紀元前1世紀。
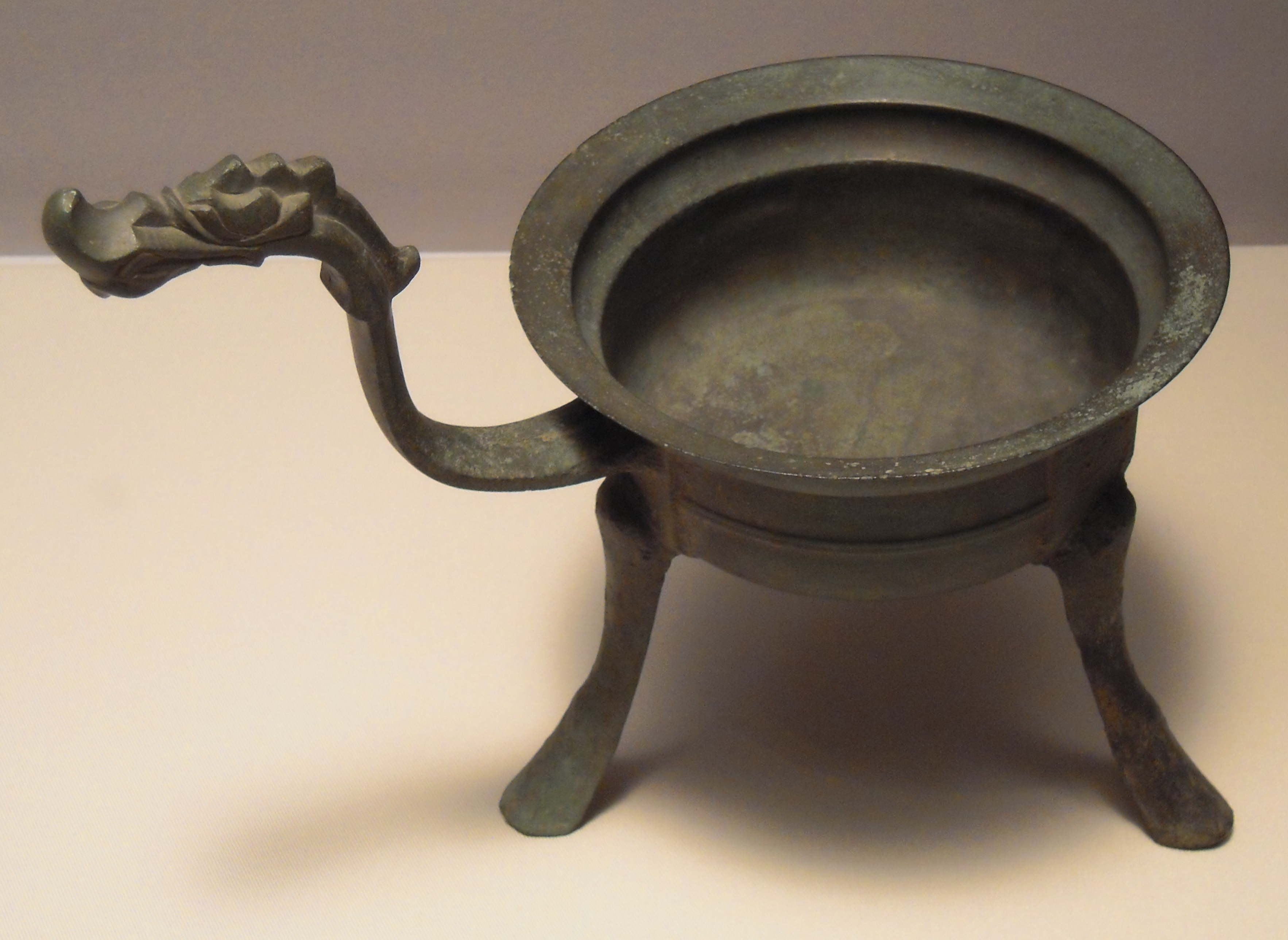
片手の鍋。6世紀。（韓国、国立中央博物館）

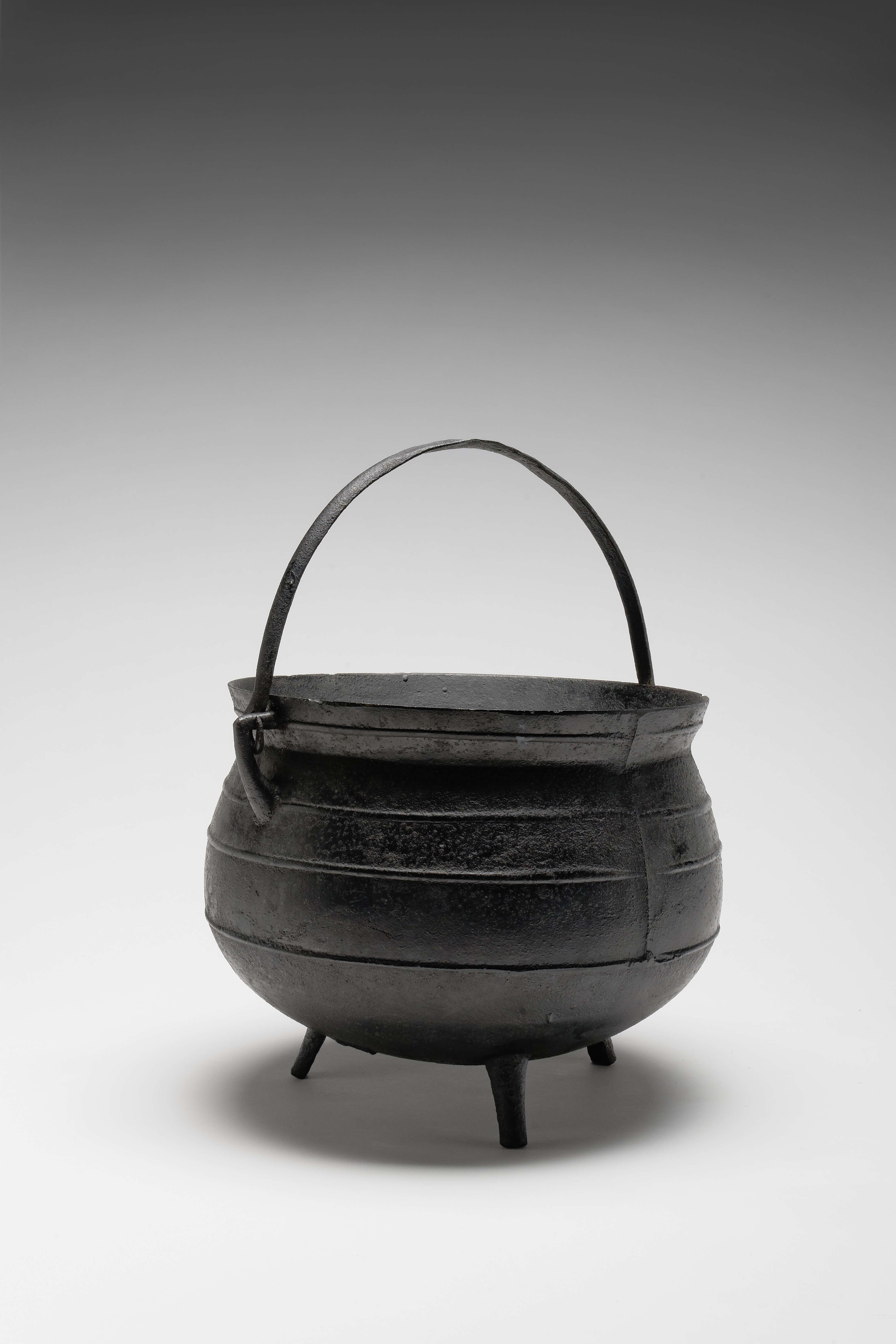
脚つきの金属鍋（19世紀）

金属製の鍋が貴重品だった時代は長く続き、ヨーロッパでは地域によってコルドロンの形状や大きさの差異は出たが、全般的に長らくコルドロンのみで作れる料理が一般的な食事とされ、1412年にロンドン在住のジョン・コールとジュリア・コール夫妻の主だった財産と言える重さ7キロのコルドロンは、当時の土鍋が1ペニーほどの時代に4シリング(1シリングは12ペニー)したとされる。多種多様な鍋が一般的になったのはイギリスにおいては18世紀に入ってからである。

## 種類
特許庁の意匠分類定義カードの取手（ハンドル）に着目した分類によると、片手付きのもの（片手鍋）、両手付きのもの（両手鍋）、吊り手付きのものなどがある。なお、日本料理のプロの調理人の世界ではやっとこ鍋（後述）のように取っ手がなくやっとこで掴んで扱うものもしばしば使われる。
また、蓋付きのものと蓋無しのものがある。
一般には、熱源を併せ持っていないが、電気鍋のように熱源を併せ持っているものもある。

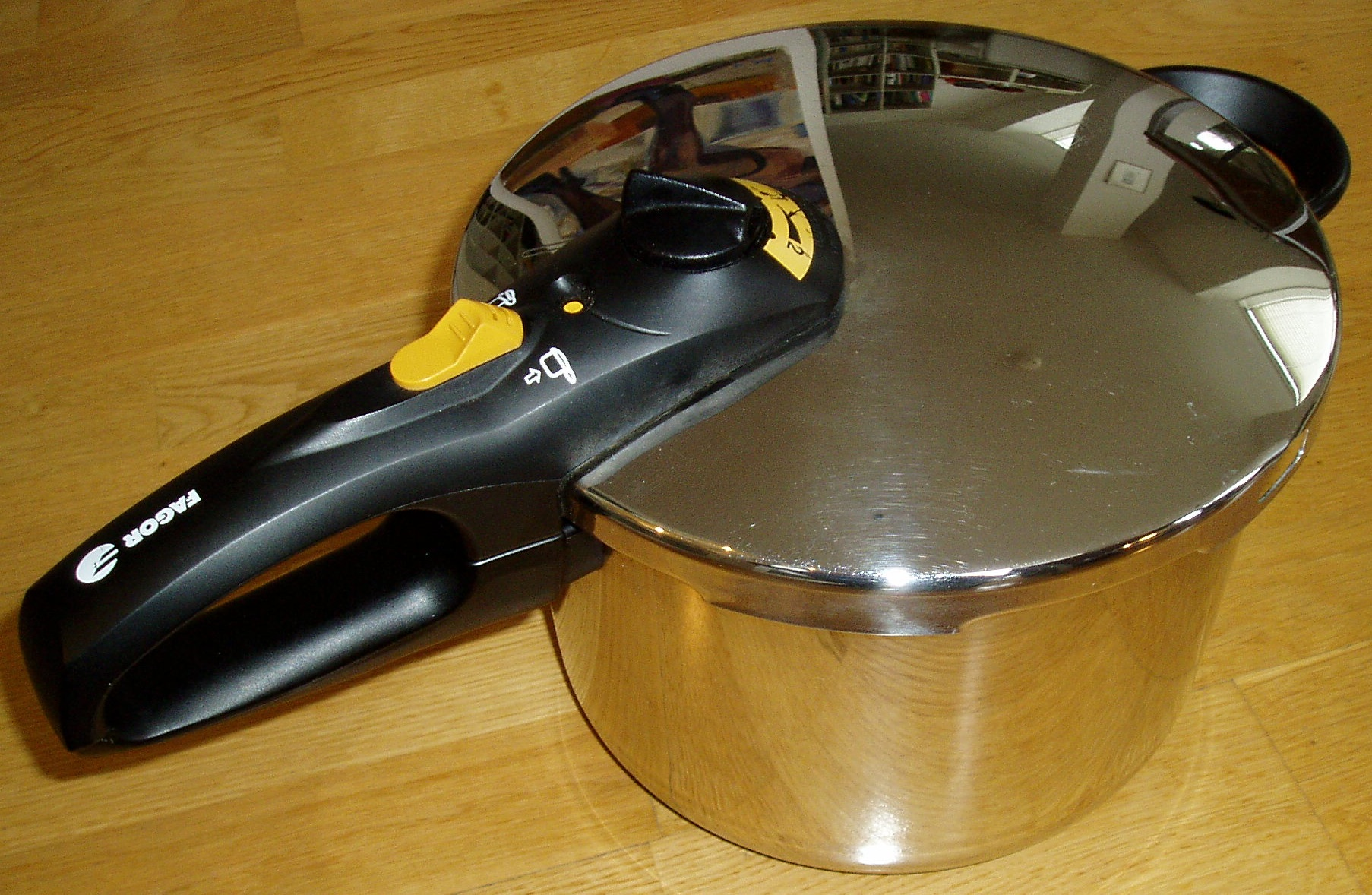
圧力鍋

次のような種類もある。
圧力鍋（あつりょくなべ）
鍋に蓋をして密閉し、蒸気が逃げないようにすることで内部の圧力を上げ、水の沸点を摂氏100度以上にして高温高圧で加熱する鍋。完全に密閉すると内部の圧力が高くなりすぎて危険なので、圧力調整弁が蓋に装備されており、一定の圧力が保たれる仕組みになっている。
保温調理鍋（ほおんちょうりなべ）
保温性が高く、短い加熱時間でも余熱を利用して効率的に調理できるように設計された鍋。
サバイバルやキャンプなどでしか使われない特殊なものだが、ビニール袋鍋という、ビニール袋に食材と水分を投入して焚き火などの直火にかけるものもある。

## 材質の種類と特徴

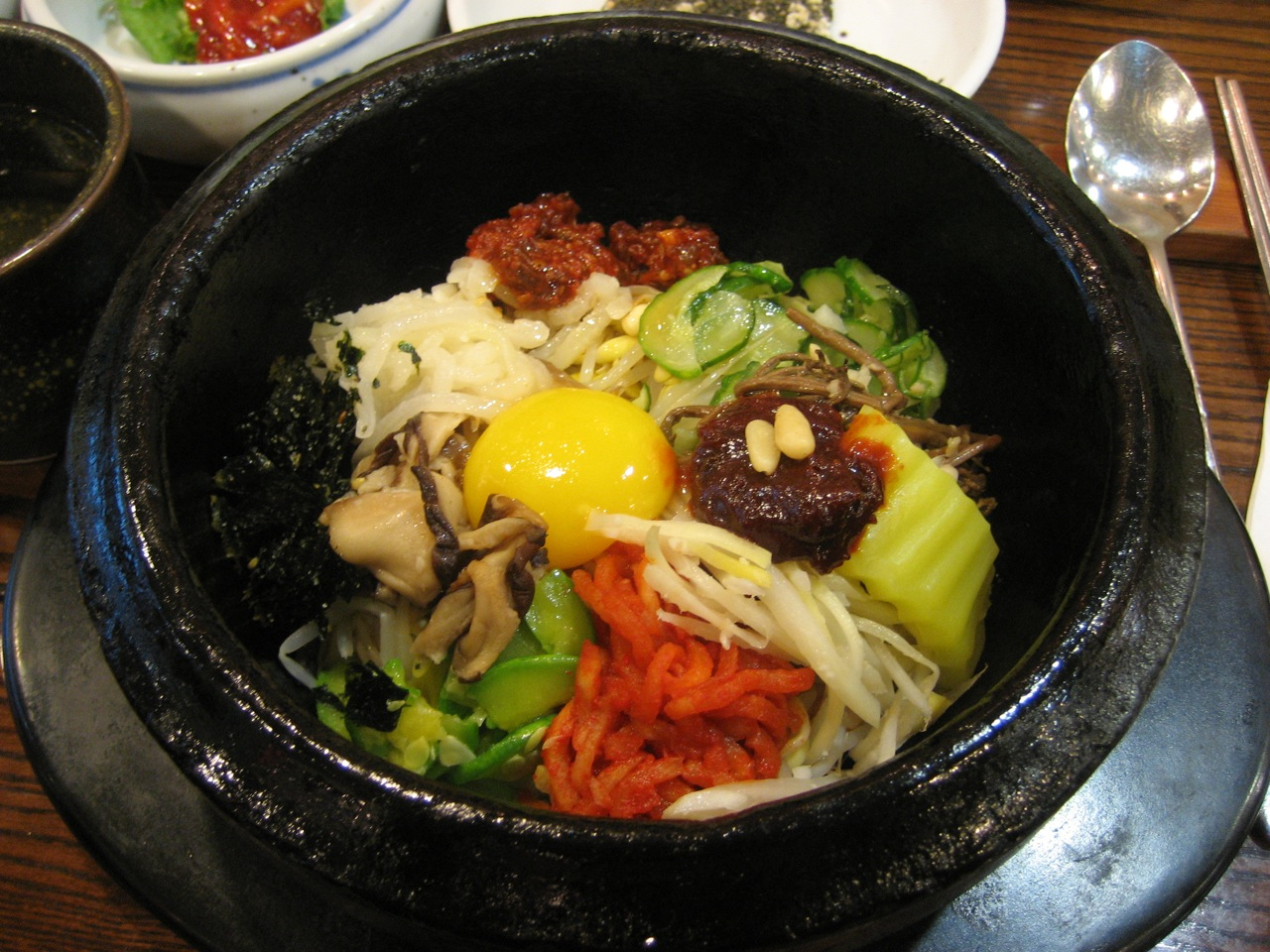
石鍋（トルソッ）

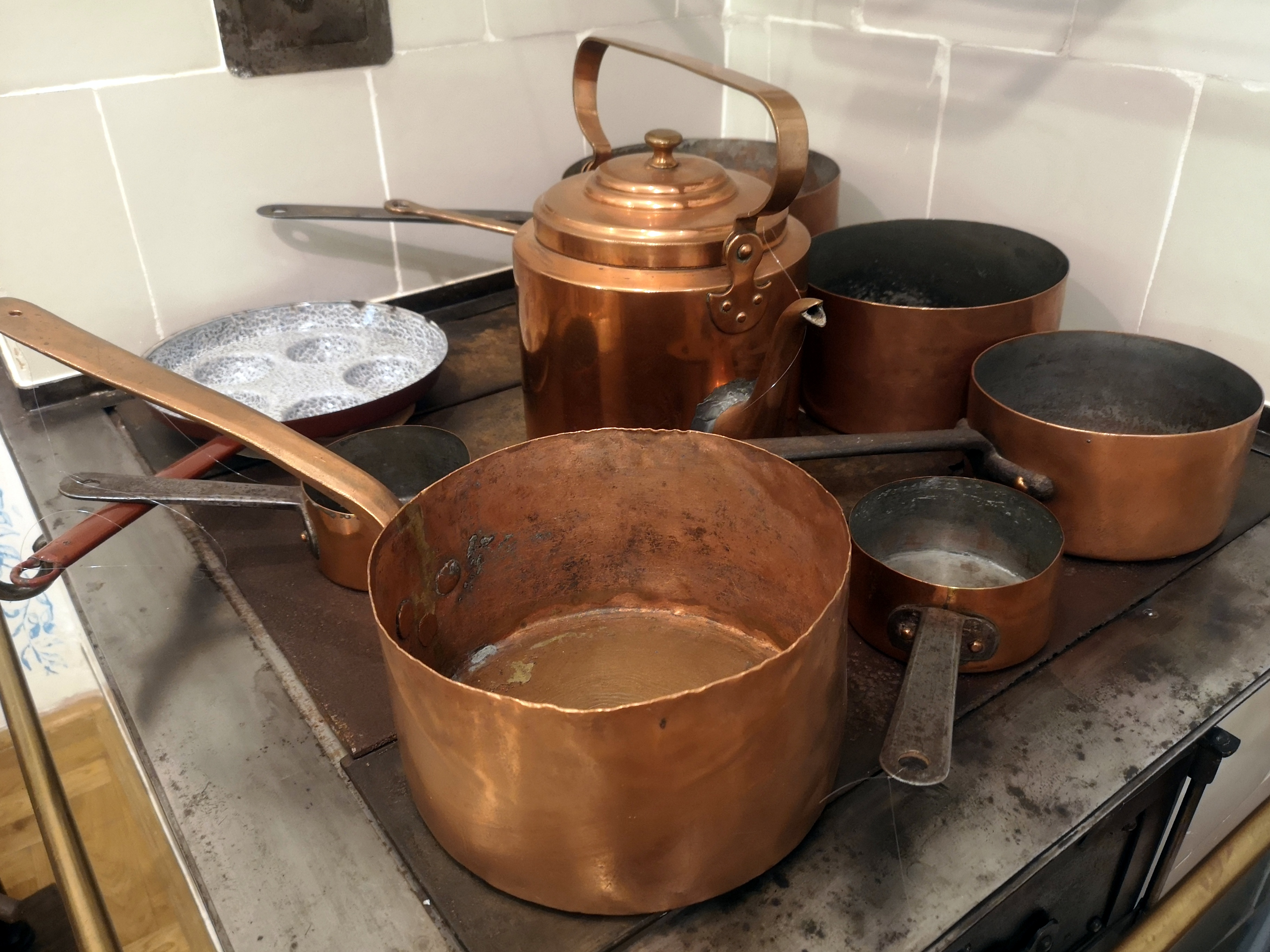
銅鍋（写真手前や右側）

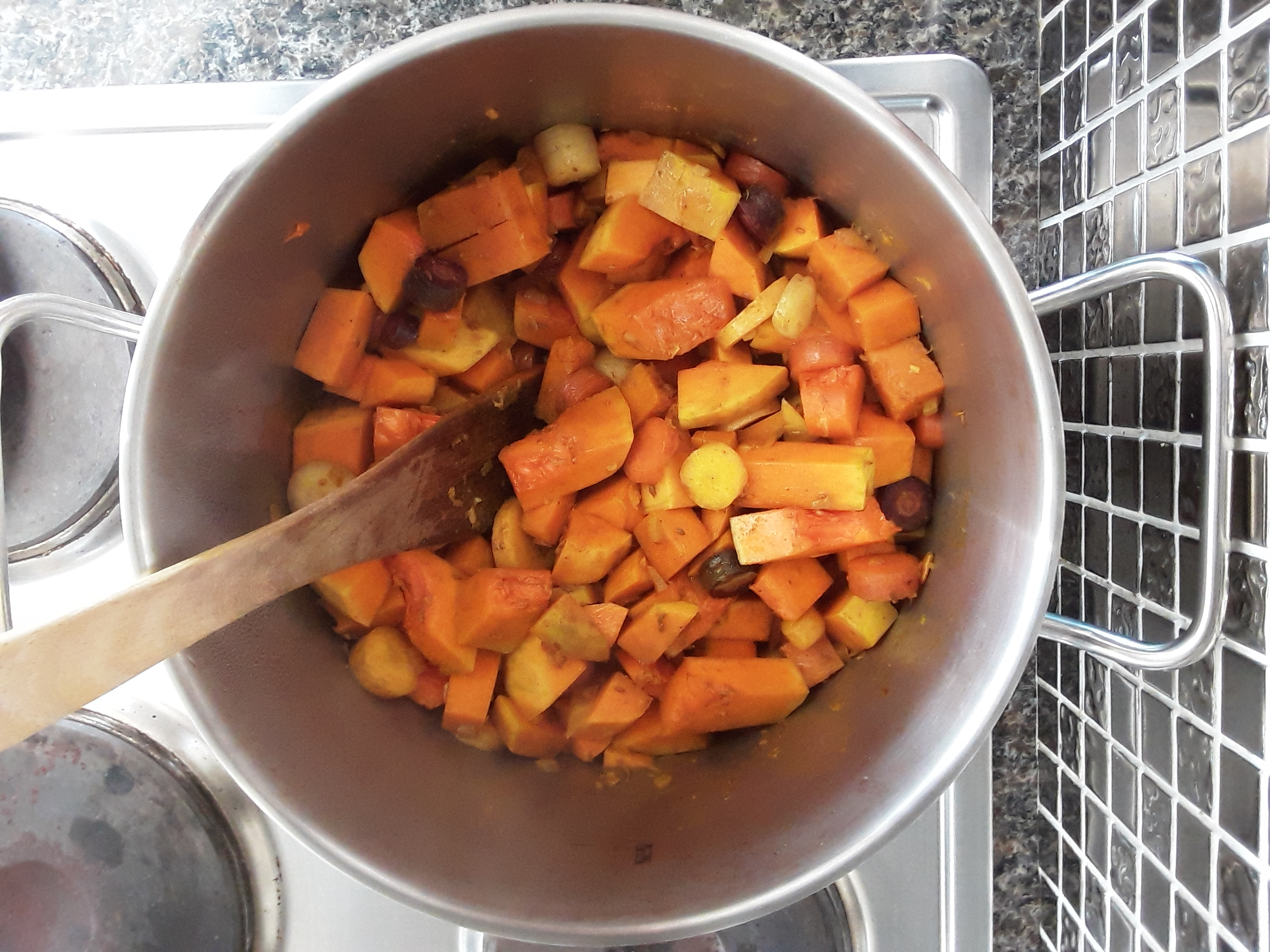
ステンレス鍋

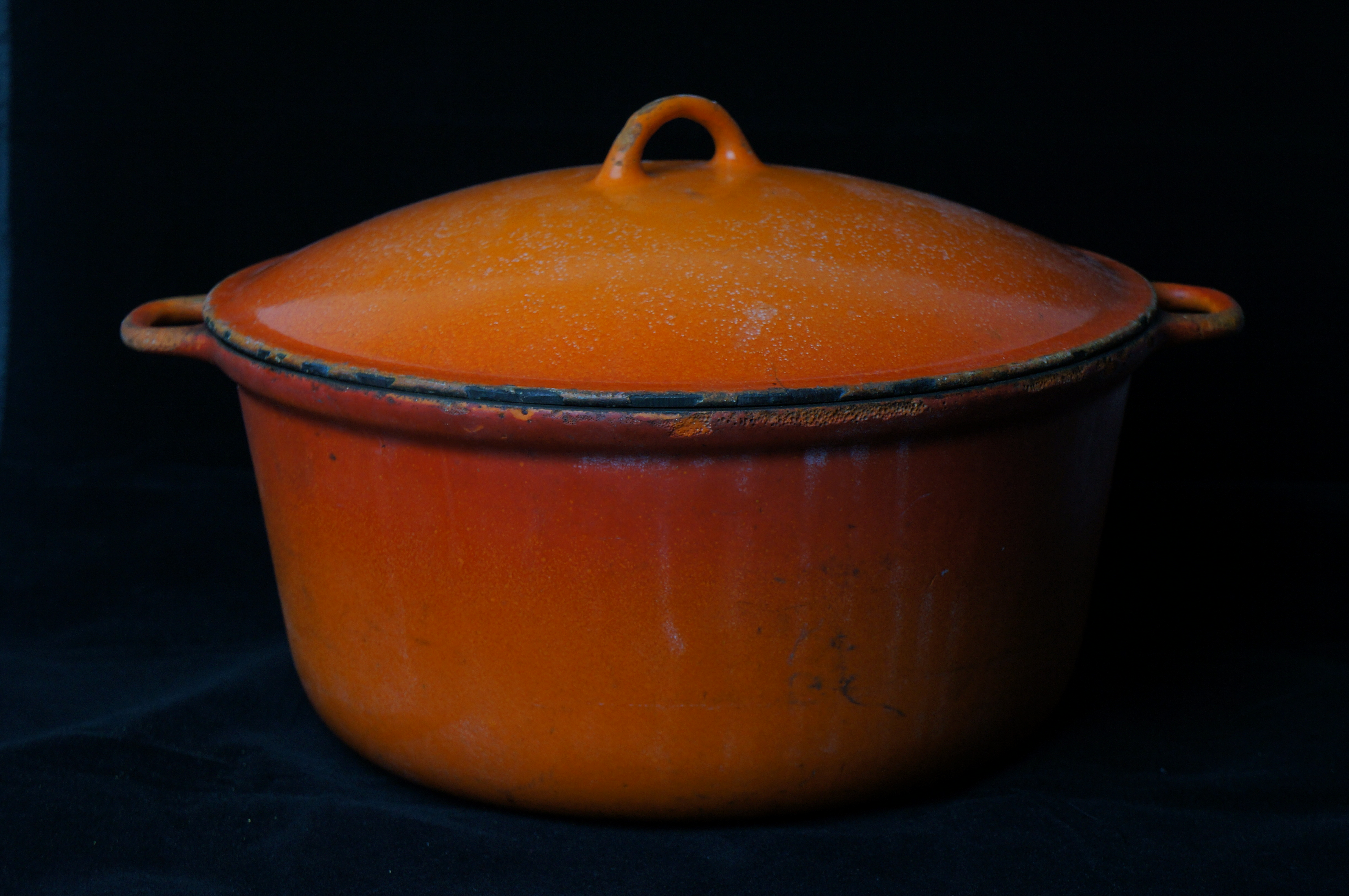
ホーロー鍋

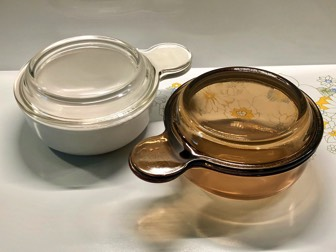
耐熱ガラス鍋

近年普及が進んでいるIHヒーターは、非導電体である土鍋やガラス製の鍋は原則的に使用できない。鉄系素材とは相性がいいが、アルミや銅などの非磁性金属は使用できない製品もあり、できても加熱効率が劣る。土鍋用などとして、鍋底に沈めて使う発熱用円形プレート（ステンレス製）があり、これを用いれば加熱可能であり、一部商品では鍋本体に最初から付属している。
陶器
陶器製の鍋は世界各地にあり、アフリカ、ヨーロッパ、アジア、北米・中米・南米などにある。中国では「砂鍋」といい、日本では「土鍋」という。火のあたりが柔らかく、保温性が高いのが特徴。お粥やおでんなど弱火で長時間煮込む料理に適している。ただし衝撃に弱く、割れやすい。また急激な温度変化にも弱く、鍋底に水滴が付いている状態で火に掛けるとひびが入ることがある。目止めが必要なものとそうでないものがある。

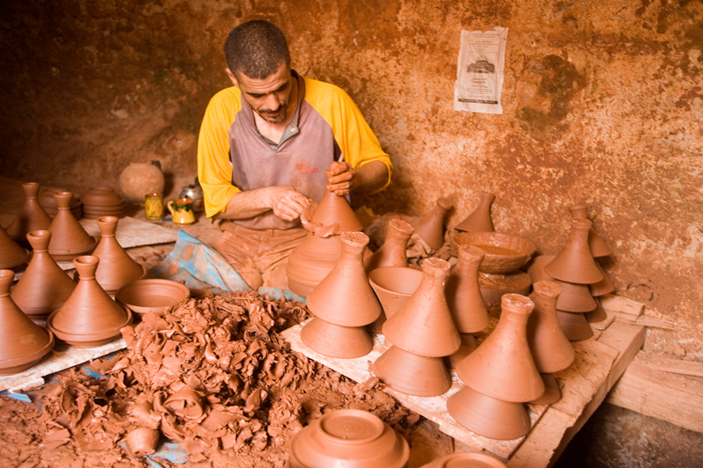
陶製タジン鍋の製作（アフリカ、モロッコにて）
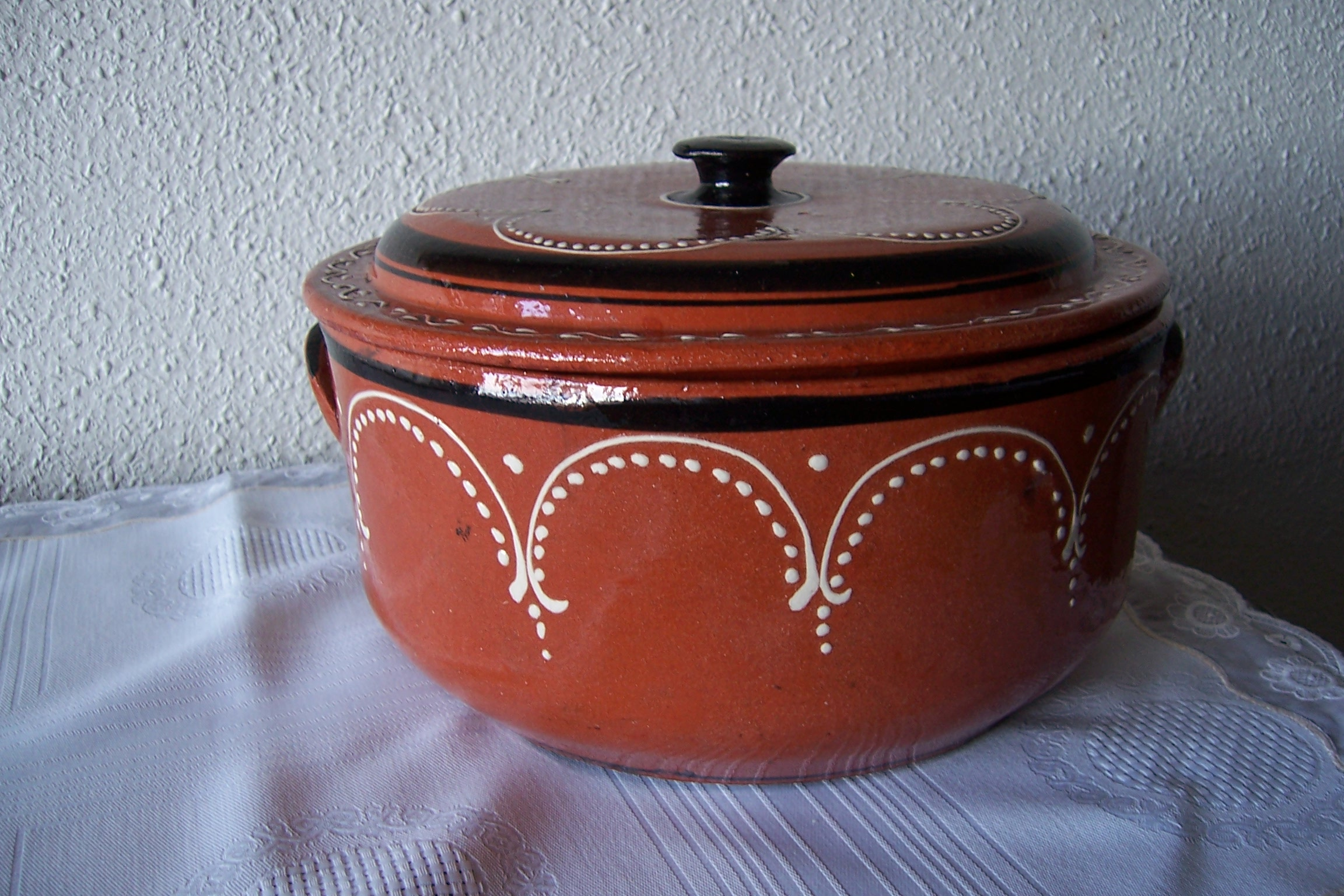
スペインや南米などの陶製鍋
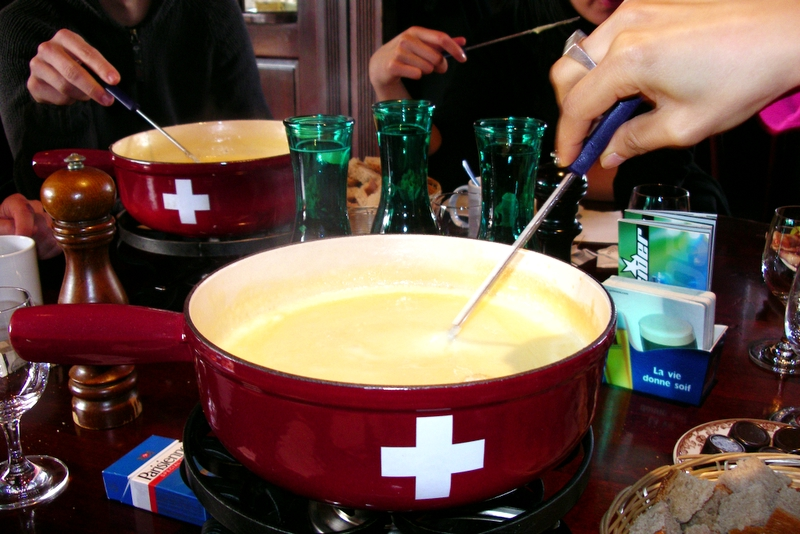
スイス、フランス、ベルギーなどの陶製のフォンデュ鍋
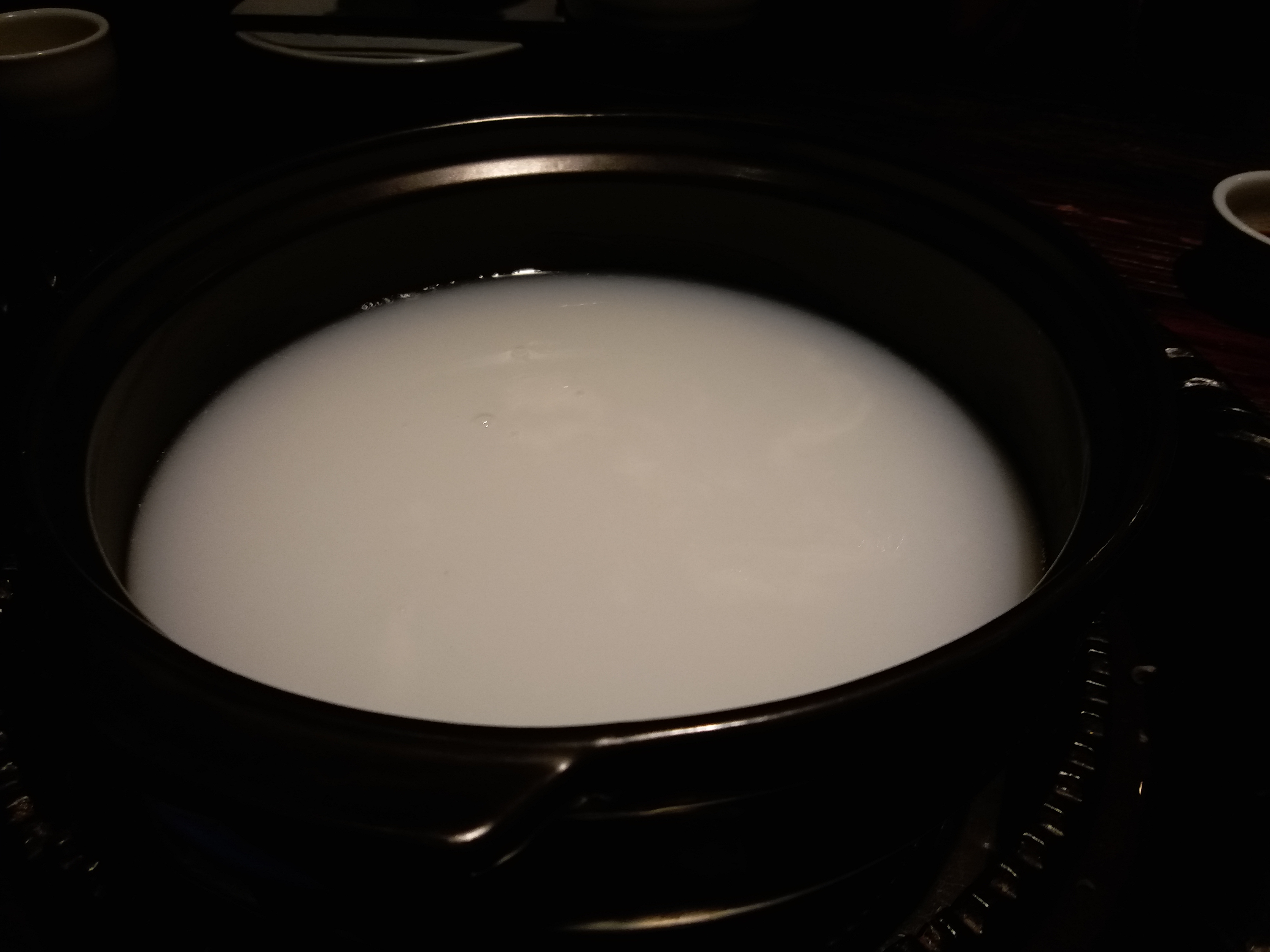
中国の陶製鍋
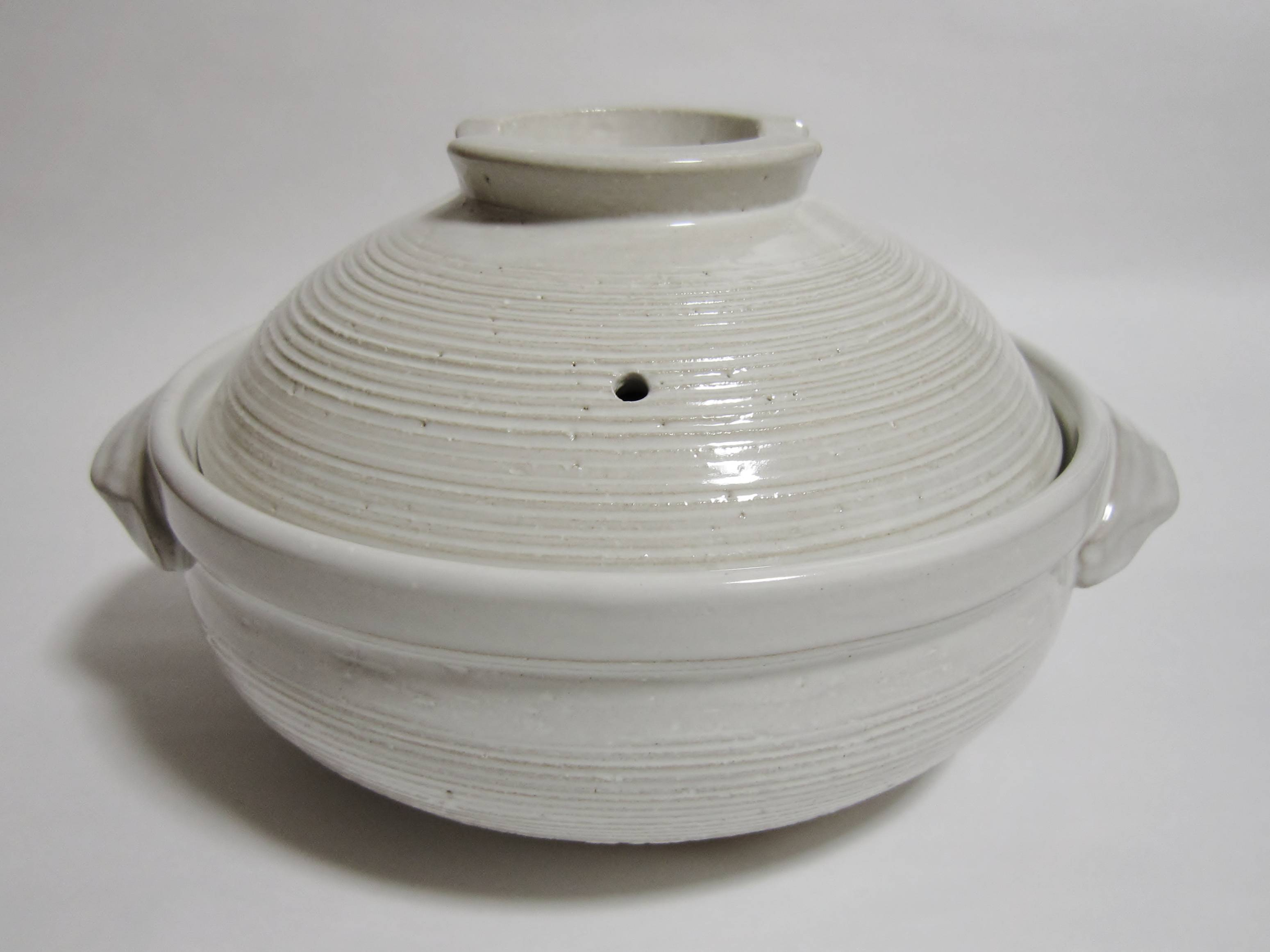
日本の土鍋
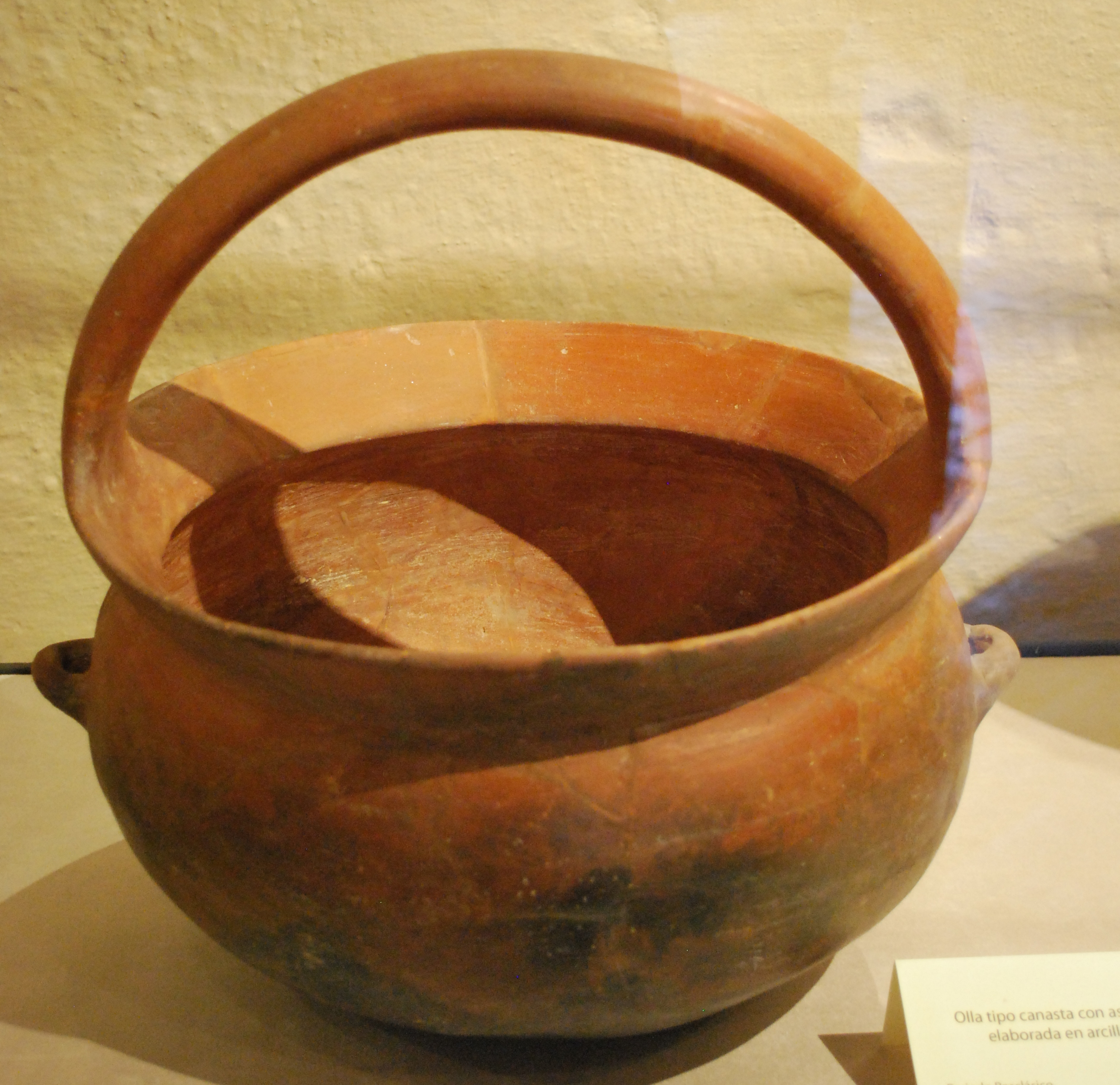
メソアメリカ、en:Tecoaqueの陶製鍋（現在の中央メキシコあたりで出土）

石
世界各地の料理で使われている。石材としては、長水石などが用いられる。九州・沖縄県では室町時代まで滑石製石鍋が使用された。朝鮮料理でもトルソと呼んで使用し、石焼きビビンバは代表例となっている。日本では鍋物、石焼き丼、石焼きオムライス、石焼き中華丼、石焼きカレーなど。
銅
実用できる材質の中で最も熱伝導率が高く、効率の良い加熱ができるので鍋の材質として理想的なものである。しかし材質的に柔らかいので傷が付きやすく、酸化や電気腐食が起きやすいため、手入れには手間が掛かる。そのため、現代の銅鍋の内側には錫のメッキが施されており、内側が銀色に輝いている。展性に優れていることから鍛造成型されることが多かった。鍛造鍋は鋳造より薄く軽いが、製造には技術力と手間を要する上、地金の銅も鉄より高価であるため高級品であった。安価なプレス成型の雪平鍋に鍛造の鎚跡を模したパターンが成型されているのも、高級品であった名残である。現在でも細々ながら職人の手で製造が続けられており、本物の鍛造鍋は仔細に観察すれば、（製作者の技量レベルにもよるが）鎚跡が完全に一定にはならないのでプレス成型と区別できる。
銅製の調理器具で調理すると料理に銅イオンが染み出す。銅イオンは卵白の泡を安定させたり緑野菜の色を鮮やかにする効果がある反面、人体から排出されにくく大量に摂取すると胃腸障害や肝障害を起こす危険性がある。よって、内側が錫メッキされていない銅の調理器具を毎日使うことは勧められない。
鉄
古くは鍋の材料として最も多用されていた。丈夫で熱にも強く、油のなじみがとても良いため，強火と油を多用する中華鍋の材料としては主流である。使用することで鉄分の補給ができ、熱伝導率も比較的良好である。錆びやすいこと、重いことが欠点。鋼板をプレス加工したものと鋳物（鋳鉄）製のものがある。鋳鉄製は厚みがあるため特に重いが、厚みにより熱分散がおこなわれ、均一で安定した加熱ができること、また熱容量が大きいため、食材投入時の温度低下が少ないという特長がある。
過去には鋳鉄鍋は銅鍋よりも廉価な普段使いのものが多く、これの補修を請け負う鋳掛屋が各地で行商していた。現代の鉄鍋は大部分が鋼板プレス製に取って代わられ、鋳鉄鍋は逆に南部鉄器のような高付加価値の工芸品として生き残っていたが、今ではその調理性能の高さから再評価され普及しつつある。
鋼板製、鋳鉄製のいずれも、近代以後は防錆力を高めるため表面に琺瑯加工を施した製品が市販されている。中華鍋のようなコーティングされていない鉄鍋は腐食や焦げ付きを起こしやすいため、新品をおろした時には空焼きや鍋ならし（シーズニング）といった表面処理を行う場合がある。
ステンレス
錆に強く、硬さと耐衝撃性もあり、一般的な鍋の材質としては最も耐久性に優れる。アルミ材に比べプレス成型にはより高い技術を要するが、現在ではアルミと並ぶ鍋素材の主流となった。表面を磨いた鏡面仕上げはステンレス材の特権と言える。熱伝導率が悪い欠点があるため、後述の多層底構造で改善を図り、加熱性能をアルミ鍋や鉄鍋に近づけている。
単層鋼
熱伝導率が非常に悪く鍋の材質としてはあまり好ましいものではない。調理時間がかかる。熱ムラにより食材が焦げやすい。
全面多層鋼（クラッド鋼）
外側の部分にステンレスを配置し、内側に鉄、銅、アルミなどのより熱伝導率の良い材料をはさみ込んで、圧延することで一枚の板状に加工した材料。断面を見ると、サンドイッチ状に複数の材質が重なり合って結合しているのを見ることができる。各材質は熱伝導率が異なるので、境界面で水平方向に熱の拡散がおきて、結果的に鍋全体が均一に加熱されることになり加熱むらが出にくい。複合層は3層、5層、7層のものが多く、これ以上に多層のものもある。
多層底
単層鍋の底の部分のみ多層構造にしたもの。全面多層鋼鍋より安価。加熱ムラは、底面は少ないが、側面（特に底に近い下部）に出やすく焦げ付きの原因となりやすい。

アルミニウム
現在、ステンレスと並んで鍋に多用されている材質である。銅につぎ熱伝導率が高く、軽く、錆びにくい。展性にも優れているのでプレス成型で安価に大量生産が可能。だが、柔らかで傷が付きやすいという欠点がある。酸に弱いので、耐蝕性を高めるためアルマイト加工が施された鍋も多い。業務用寸胴鍋のような大型製品では軽さのメリットが代えがたく、依然主流を占める。以前より家庭用アルミ鍋では内部をフッ素加工したものが販売されているが、近年はコーティング技術の進化により高耐久になってきたため、業務用としても使われ始めている。寸胴鍋や雪平鍋タイプの比較的厚手の製品と、軽い薄地の製品とがある。
琺瑯（ほうろう、ホーロー）
鉄や銅製の鍋の上に、ガラス質の釉薬の層を焼き付けたもの。腐食に強く、金属鍋にはない独特の美しさがある。熱伝導率の高い金属を使用しつつ耐食性もあるというのもメリットである。欠点は加熱直後に水につけるなどの急激な温度変化や、衝撃を受けると表層の釉薬に小さな破損（欠け）が生じることである（だが中身の金属部分は大丈夫で鍋としての機能には問題が無いので、小キズを気にしなければ使い続けることができる）。50年ほど前は鋼板製のホーロー鍋は日本においてかなり広く使用され、たいていの家庭にあったが、アルミ鍋やステンレス鍋が一般に普及するにつれ減ってきた。
しかしル・クルーゼに代表される鋳鉄製ホーロー鍋は、その調理性能の高さ（「鉄」の項参照）に加え、陶製鍋より頑丈で腐食に強く、琺瑯にはあざやかな色のものもありファッション製も兼ね備え、高価にもかかわらず料理好きたちの支持を集め、近年は日本でも人気である。
耐熱ガラス
性質は土鍋に近く、中身の様子が確認しやすいという長所が挙げられる。欠点は、やはり衝撃に弱いこと。
本体よりも耐熱性の要求が緩い鍋蓋に関しては多く用いられる。
チタン
鍋の材料として利用されるようになったのは比較的最近であり、しかも用途は限定されている。精錬や加工が難しいことから高価で、熱伝導率は極めて悪く、調理器具としては評価は低く、通常の料理店や家庭の厨房では使われない。重さは鉄の約半分でアルミより固いという特徴があり、軽量性が非常に求められる登山用のコッヘルの鍋など限定された用途で使われていたが、現在では30 cmを超える業務用中華鍋の販売も見受けられる。錆に強い。
シリコン
電子レンジで加熱することを前提としており、直火は使用できない。蓋付きであり、無水調理（蒸し料理）や、袋麺のインスタントラーメン調理などに使用する。多くが蒸し器の一種と言えるが、この"シリコンスチーマー"の大半が鍋型をしており、一部の商品では鍋として販売されている。柔らかく、高さ方向に薄く折り畳めるものも多い。
紙鍋
日本の宴会、座敷限定のもの。和紙に耐水加工を施し、直接火が当たらないように用いる。電磁調理器を使い、紙鍋の中、あるいは下に鉄板を置いて熱源とすることもある。
貝殻
東北地方のかやきなど、日本海側には大きなホタテガイやアワビの貝殻を鍋代わりにする料理の例が見られる。
複合素材
日本の近年の家庭用キッチン用品の売り場では、様々な素材を組み合わせた鍋が増えてきている。

## 地域別の種類
人類はアフリカ起源なので、アフリカあたりから説明を始め、東方へ向かい順に説明する。

### アフリカ
タジン鍋
モロッコ料理など北アフリカの同名のマグリブ料理タジン（タージーン）を調理するのに利用される浅い鍋。円錐形の蓋がついているのが特徴で、食材から出た蒸気が蓋の上部で冷やされて液化し再び蓋を伝って戻るため、ほとんど水を使わず蒸し焼きができる。元々土鍋だが、現在では琺瑯引きの鋳鉄製タジンも製造されている。
クスクス鍋
マグリブ料理のクスクスを調理するのに利用される2段式の鍋。下段の深い鍋でタージーンという具入りのスープを煮込み、底に穴の開いた上段の鍋でクスクスを蒸す。スープから立ち上る蒸気でクスクスを蒸す仕組みになっている。

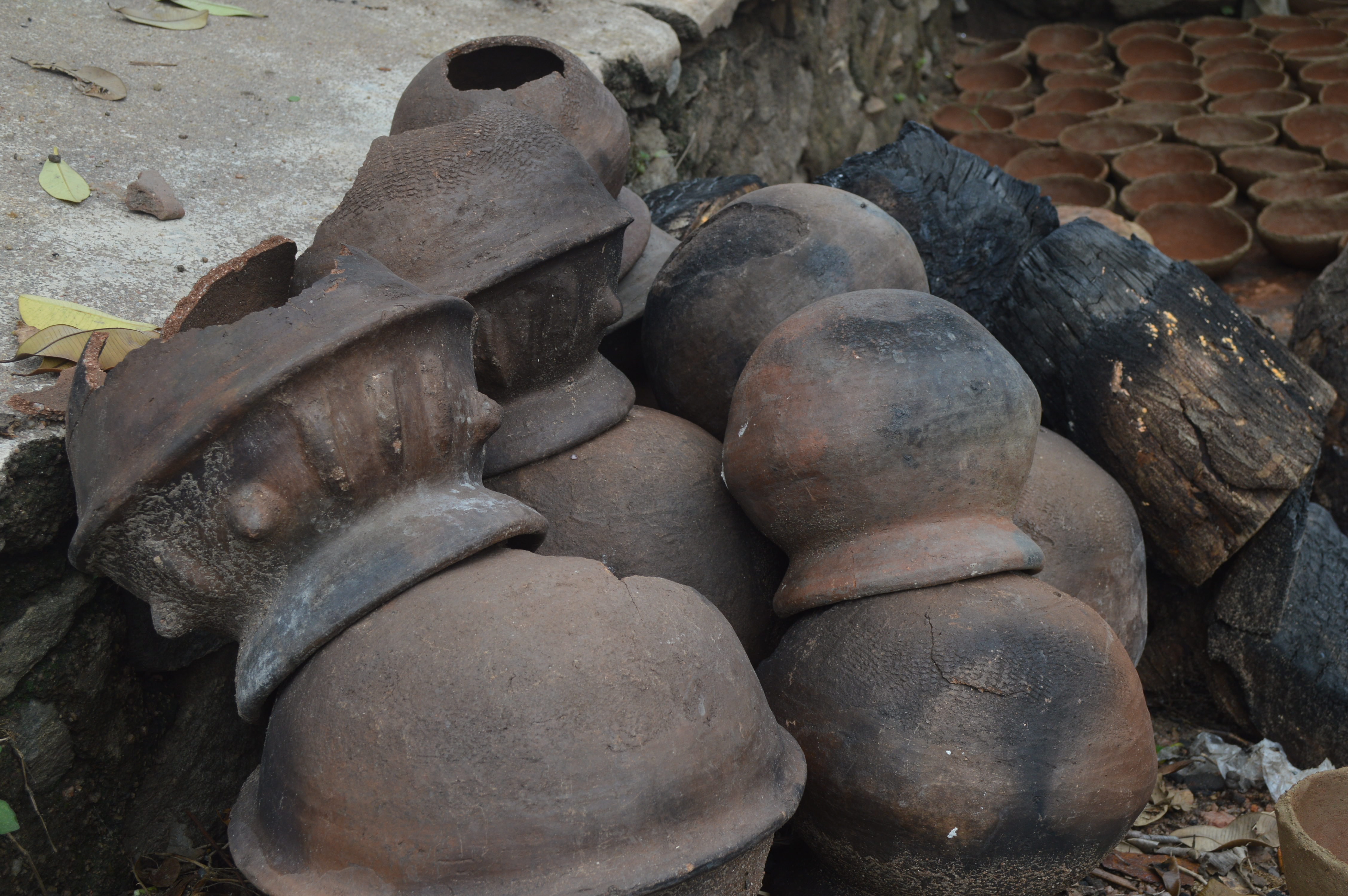
ナイジェリアで使われた陶製鍋
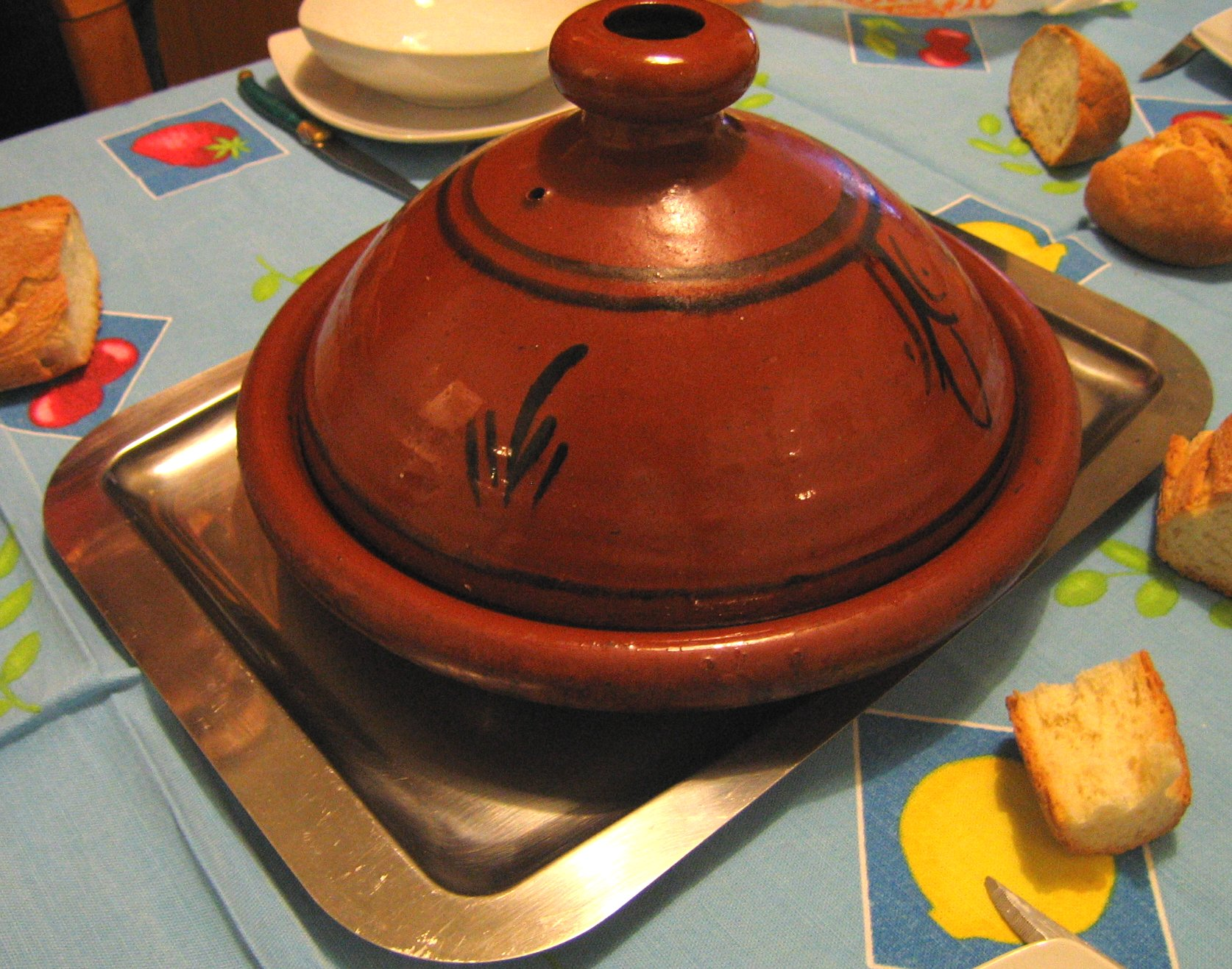
タジン鍋
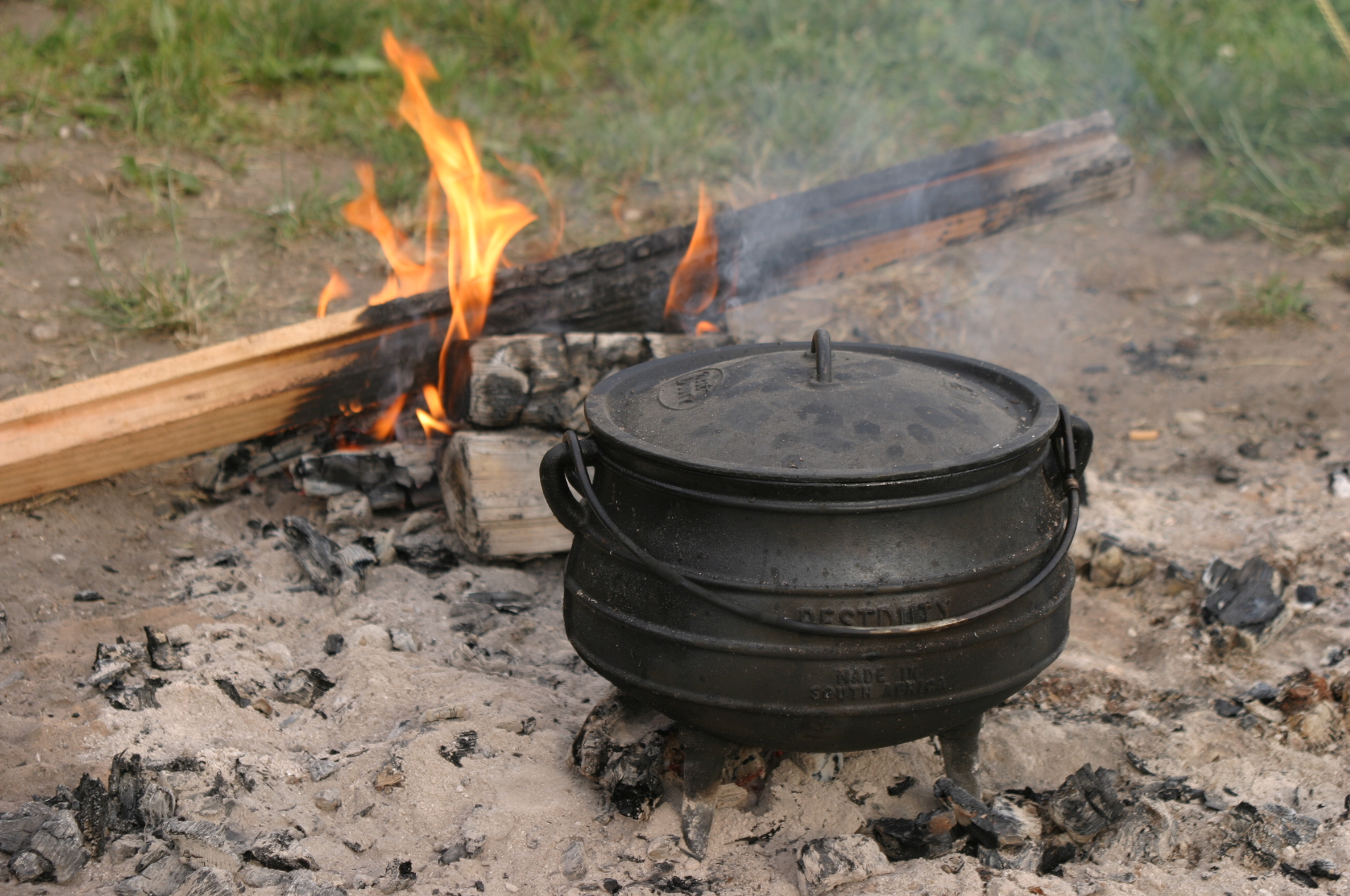
脚つきの金属鍋。南アフリカ製。
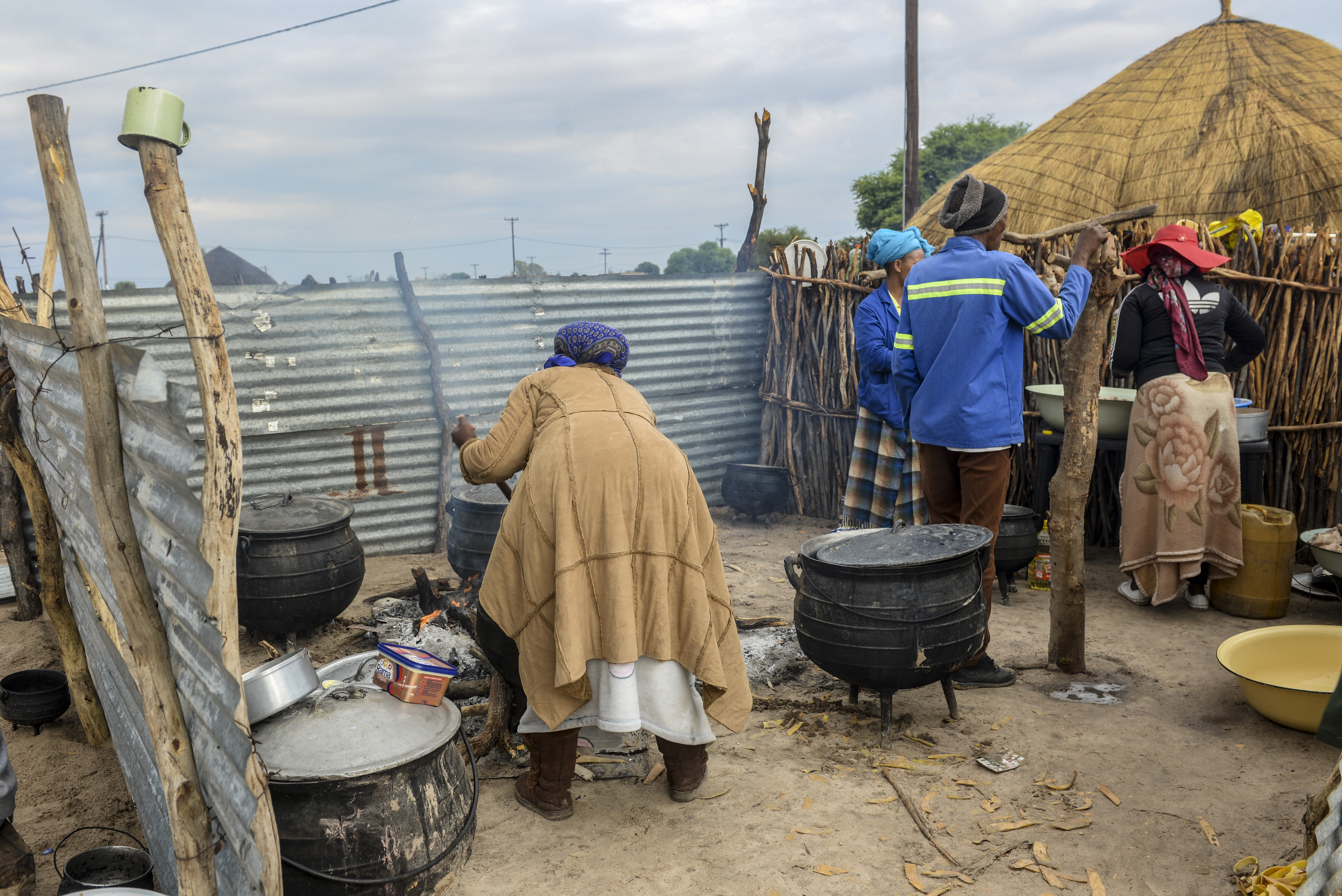
脚つきの金属鍋。ボツワナのMotokweで使用している人々。

### ヨーロッパ
ソースパン
片手の浅鍋。文字通りソース作りに多用される。
フライパン
フライや、炒め物などに利用される径が大きく浅い片手鍋。
キャスロール
オーブンに入れて全方向から加熱する鍋。キャスロールは元のフランス語読み。英語読みではキャセロール。
ミルクパン
牛乳を温めるのに適した径が小さく深めの片手鍋。
キャクロン（fr:caquelon）
スイス、フランス、ベルギーなどでフォンデュに使われる。
パエリア鍋（パエジェーラ）
パエリアを炊くための径が大きく浅い両手鍋。なお、「パエリア」はバレンシア語の原義ではフライパンを意味する。
外輪鍋（そとわなべ）
直径が比較的大きく深さの浅い両手鍋の日本での呼び名。フランスのソトワール（sautoir）という片手のソテー（sauté）パンが語源であるが、外輪鍋は両手鍋なのでソトワールとは別の種類の鍋である。
テリーヌ
フランスの蓋付きの鍋。名称の通り（語源は「テール terre」、すなわち「土」）元々土鍋だが、現在では琺瑯引きの鋳鉄製テリーヌもある。同名の料理を調理するのに用いる。
チップ・パン
フライドポテトを揚げるための揚げ物鍋。
コルドロン(Cauldron)
焚火で調理するための大釜のこと。ケトル(Kettle)と呼ばれることがある。
半寸胴鍋（はんずんどうなべ）
直径の2/3強の深さをもつ深鍋。煮込み料理に多用される。
寸胴鍋（ずんどうなべ）
直径と深さがほぼ同じ深鍋。径が小さく水分の蒸発が少ないので煮詰まりにくく、スープを取ったり長時間の煮込み料理に利用される。

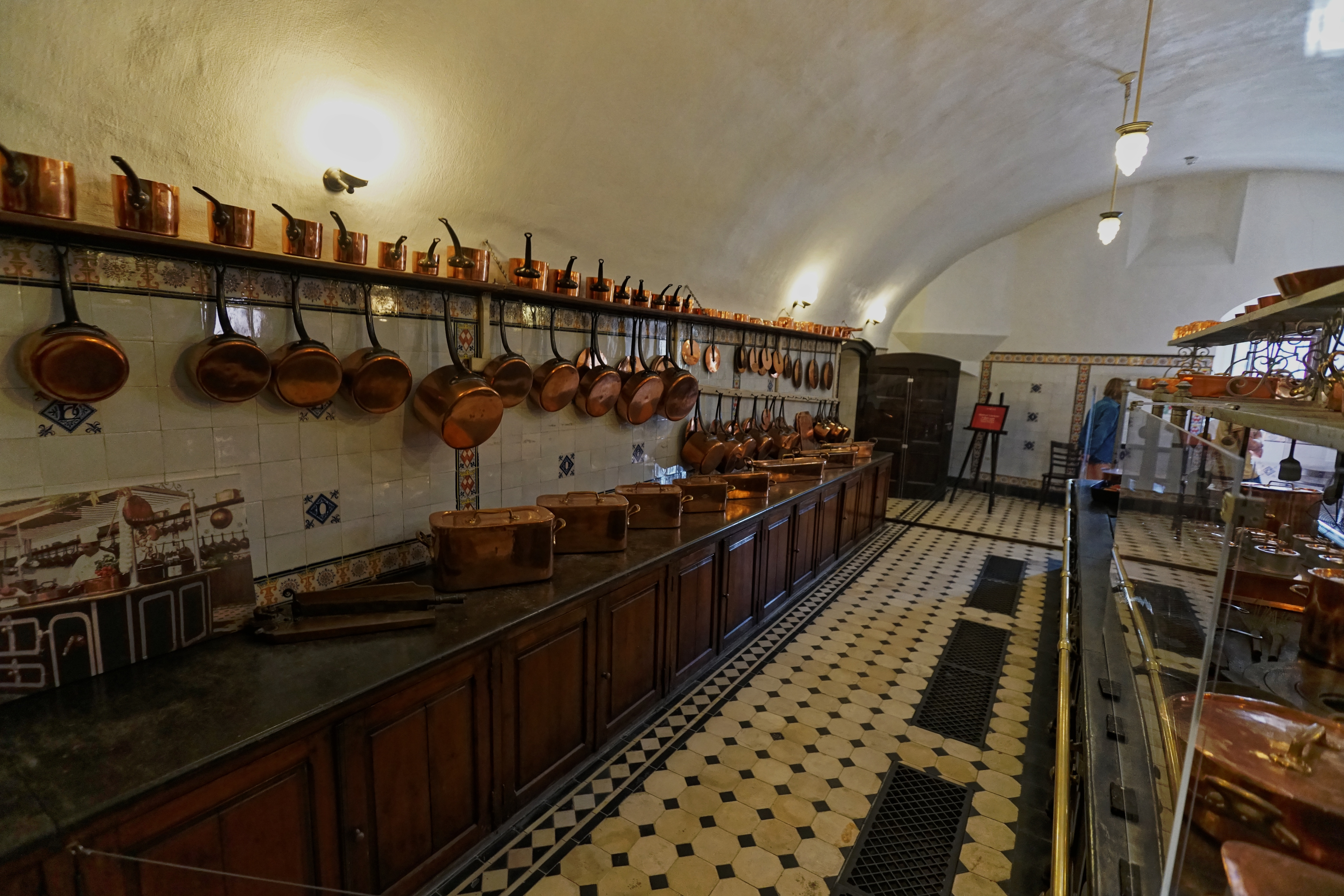
フランスの歴史的厨房に並ぶ、さまざまなサイズ、さまざまな形状の銅製鍋。
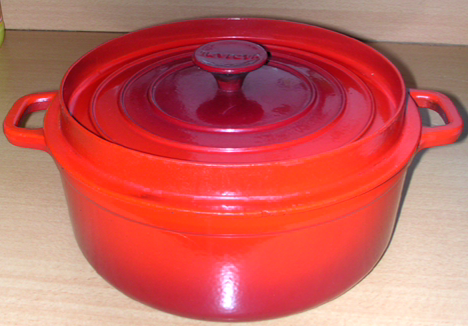
ココット。ダッチオーブンが原型だがコンロ使用前提のため、使いやすいよう琺瑯引きされている。
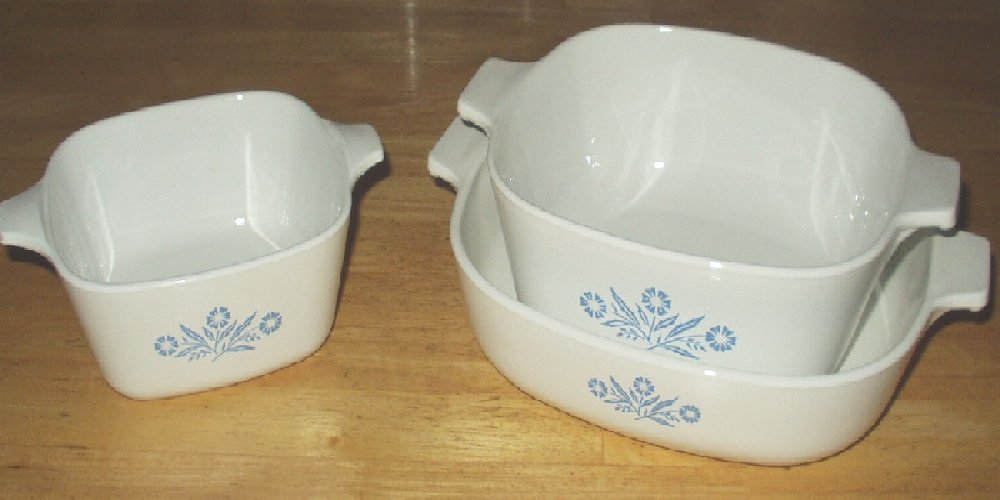
キャスロール
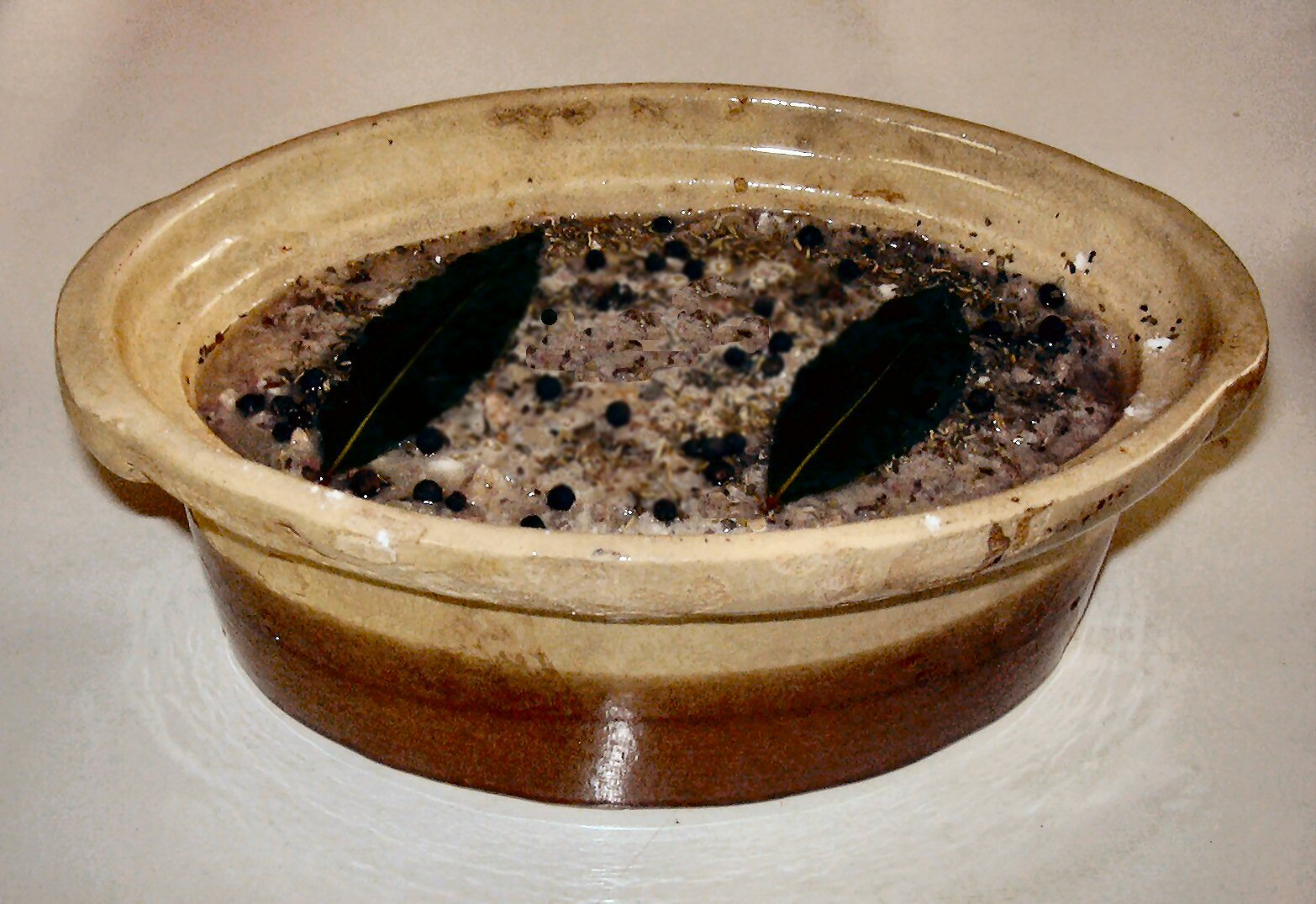
テリーヌ鍋
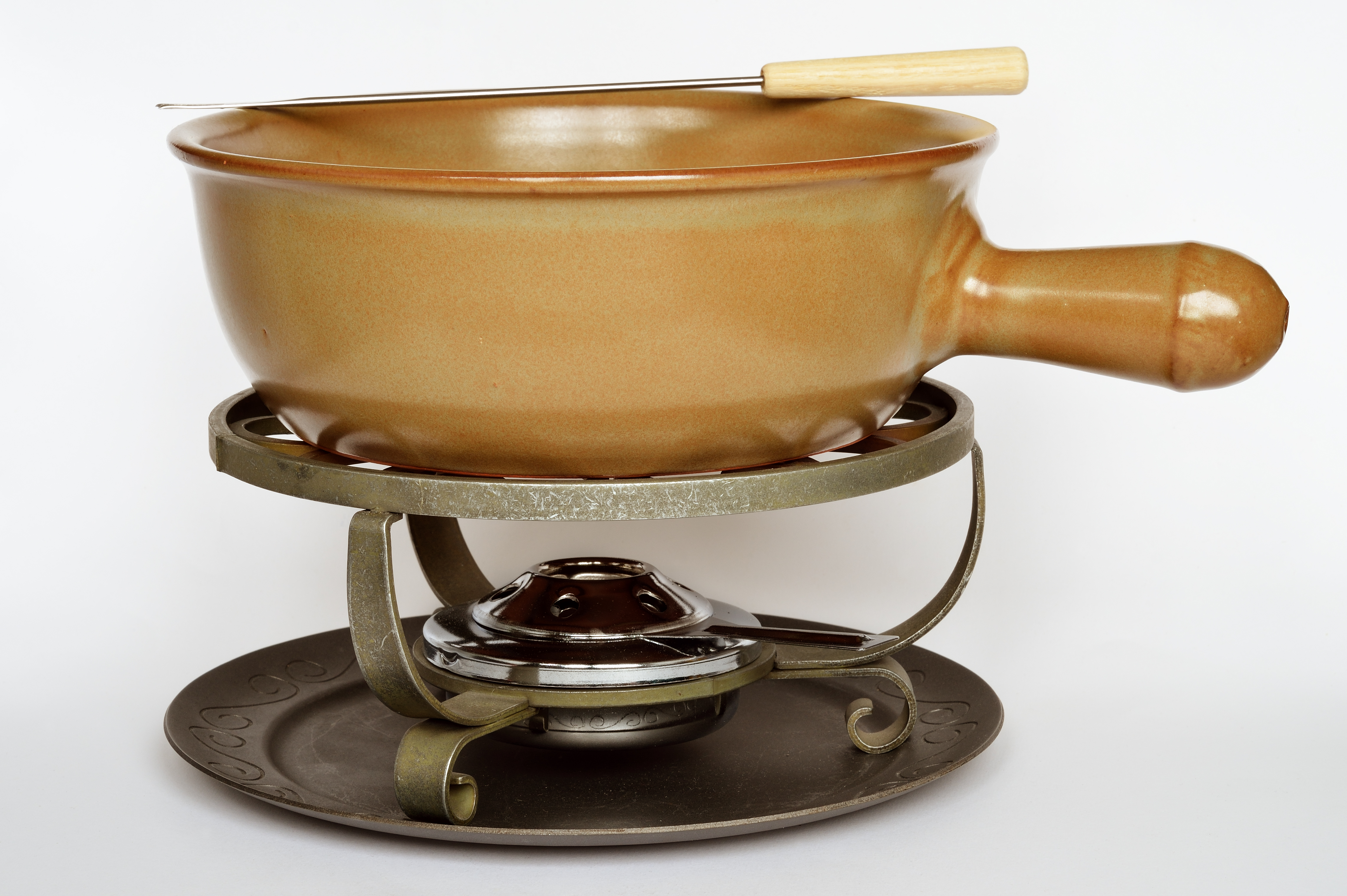
キャクロン。主にフォンデュに使われる。
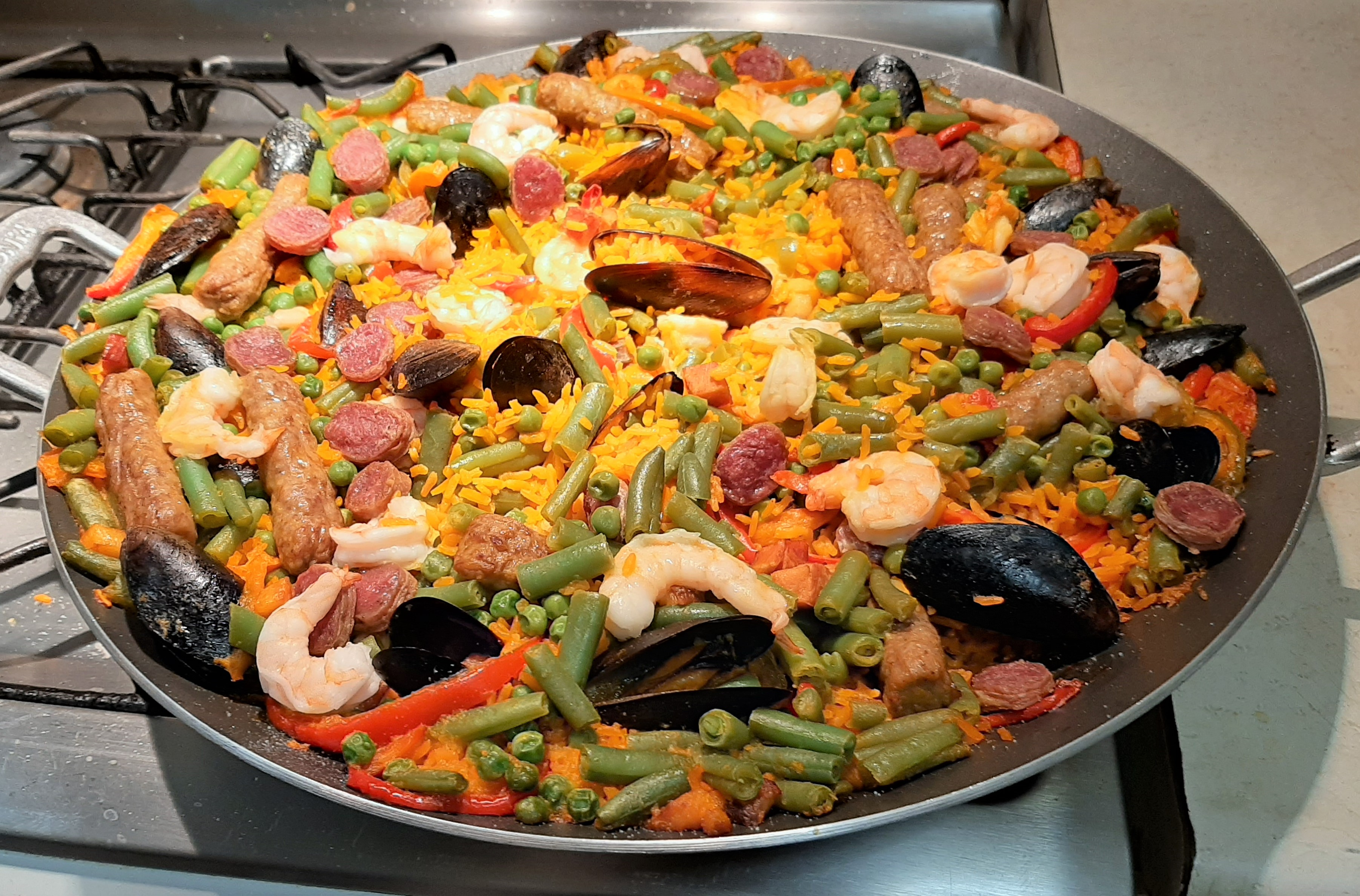
パエジェーラ（パエリア鍋）
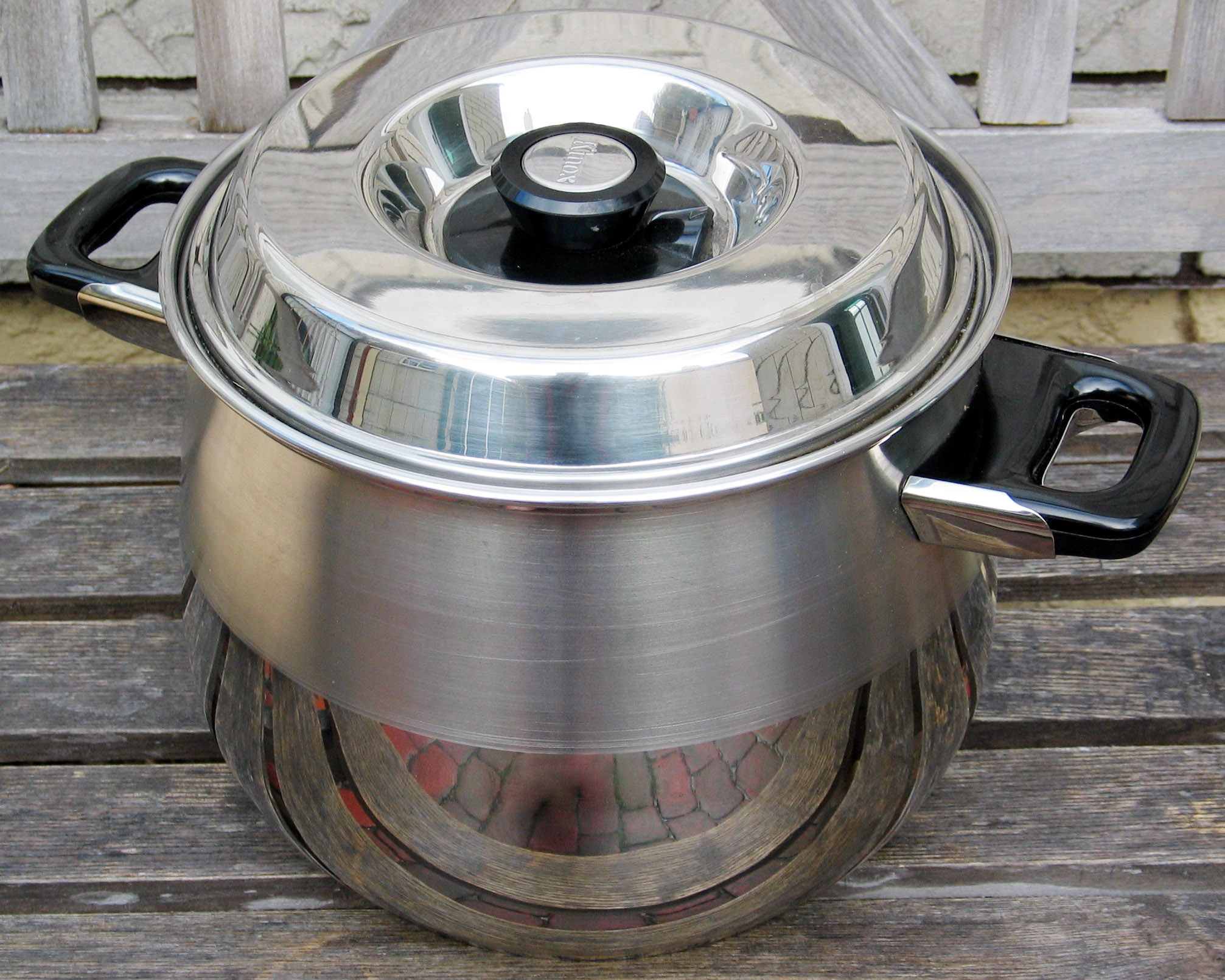
ストックポット（寸胴鍋）
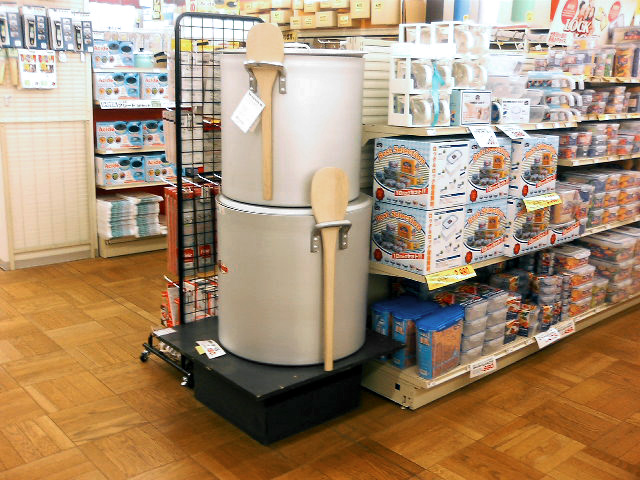
大型の寸胴鍋

### インド

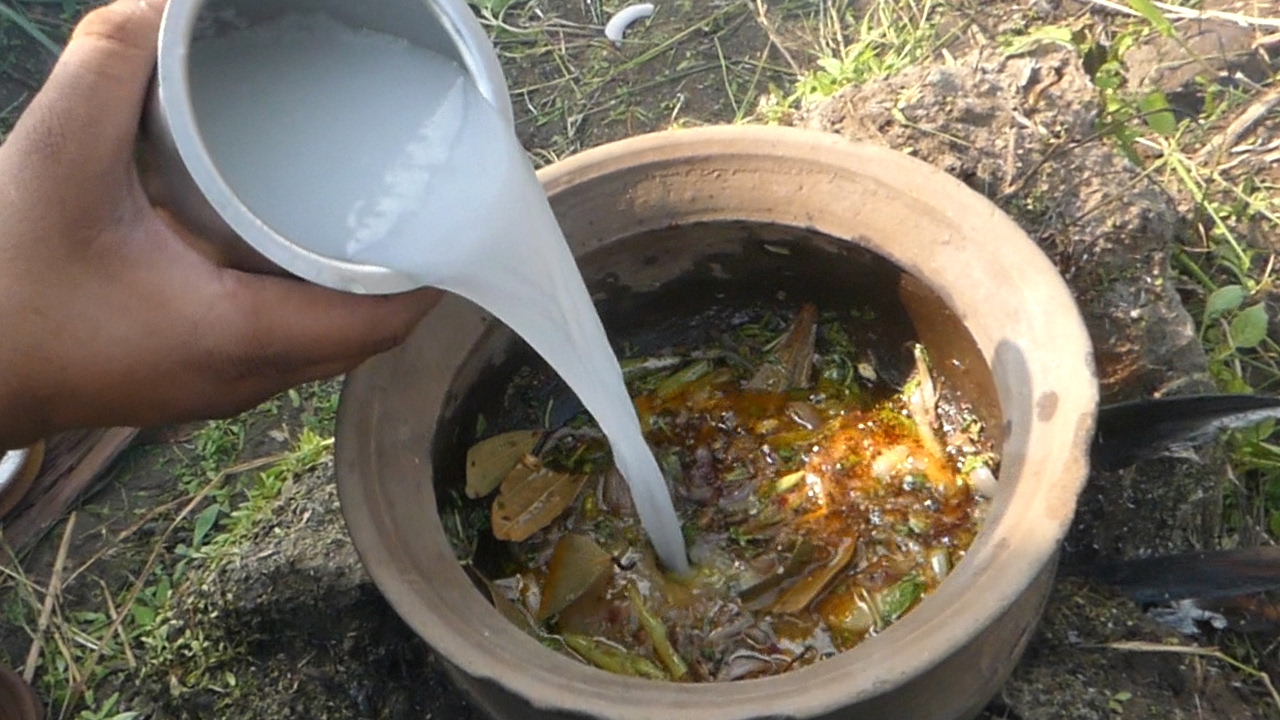
南インドの陶製鍋

### トルコ

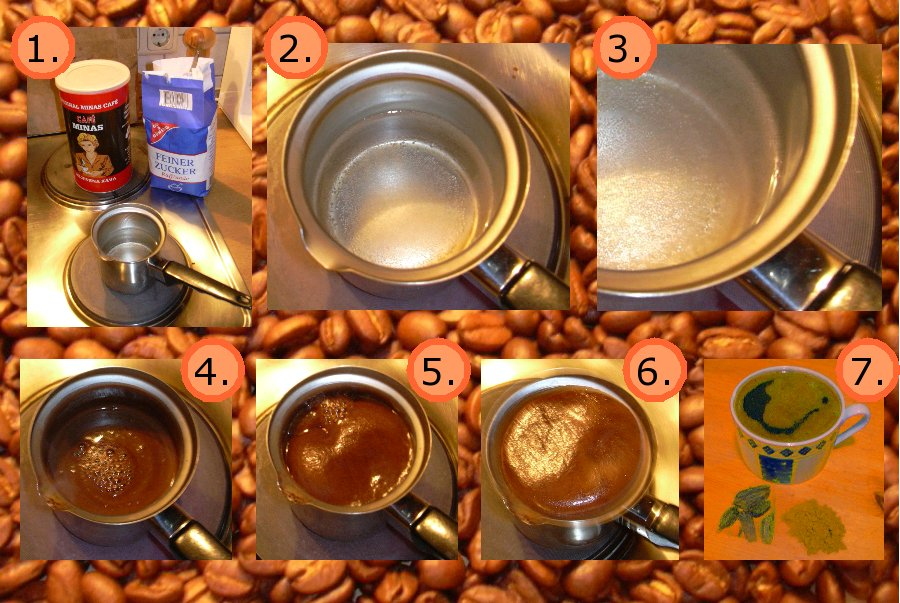
ジェズベ
トルココーヒーを作る小型の鍋。

### 中央アジア
カザン
ピラフを炊く、チョルバを煮込む、揚げるなど多目的に使われる金属製の鍋。

### 東南アジア
タイ鍋（タイなべ）
片側に北京鍋と同じ柄を、片側に広東鍋と同じ耳を付けた兼用中華鍋。

### 中国

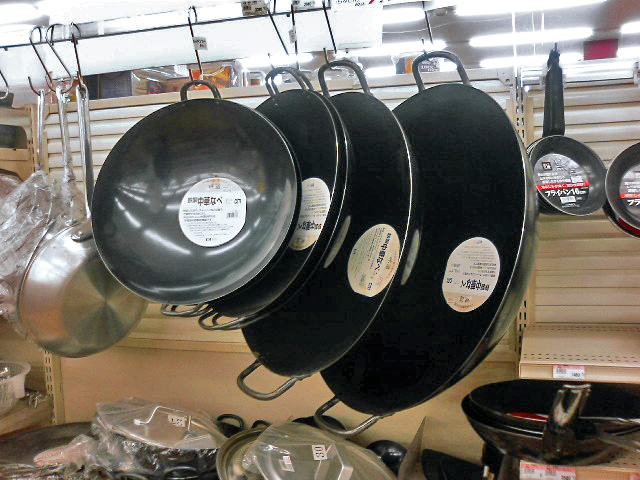
様々な大きさの中華鍋

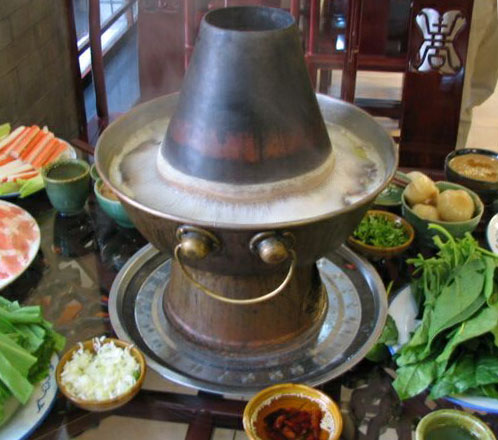
北京の火鍋子

中華鍋（ちゅうかなべ、英語 wok）
中華料理に利用される、丸底の鉄鍋。炒め物、揚げ物、煮物、蒸し物等多くの調理法を一つでこなすことが出来る万能鍋である。
北京鍋（ペキンなべ）
北京料理で利用される片手の中華鍋。広東鍋より曲率が大きい分、サイズに比して深い。
広東鍋（カントンなべ）、四川鍋（しせんなべ）
広東料理、四川料理で利用される両耳付きの中華鍋。
火鍋子（フオクオズ）
北京料理用の、中央に炭を入れる部分と煙突を組み込んだ銅鍋
沙鍋（シャークオ）
中華料理用の大きな土鍋
煲仔（パオツァイ）
広東料理用の小さな片手付き土鍋
汽鍋（チークオ）
雲南料理用の、下から中に蒸気が入るように、底の中心に穴の開いた突起を設けた土鍋。湯を入れた鍋の上に置いて用いる。

### 韓国

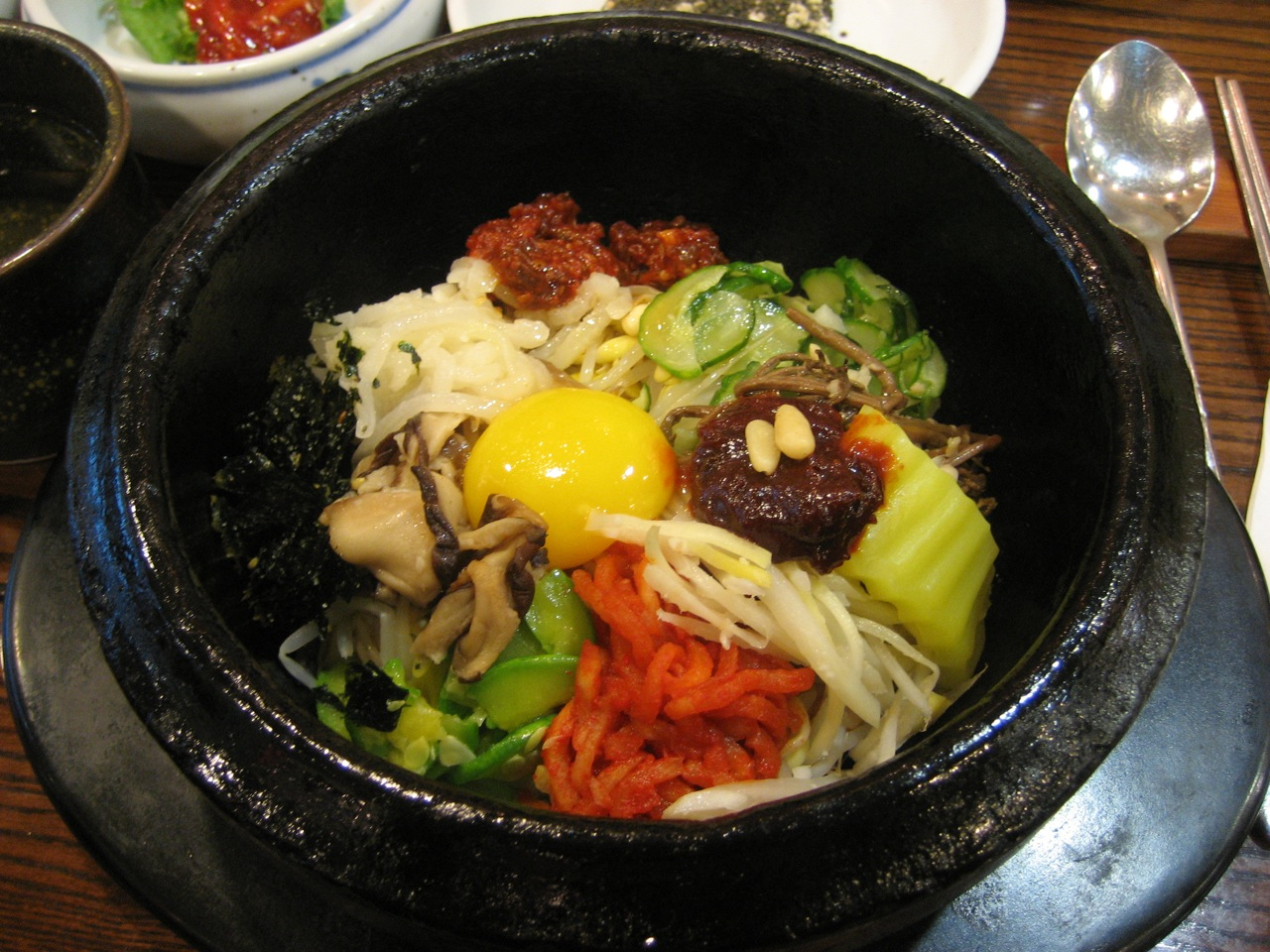
韓国の石鍋
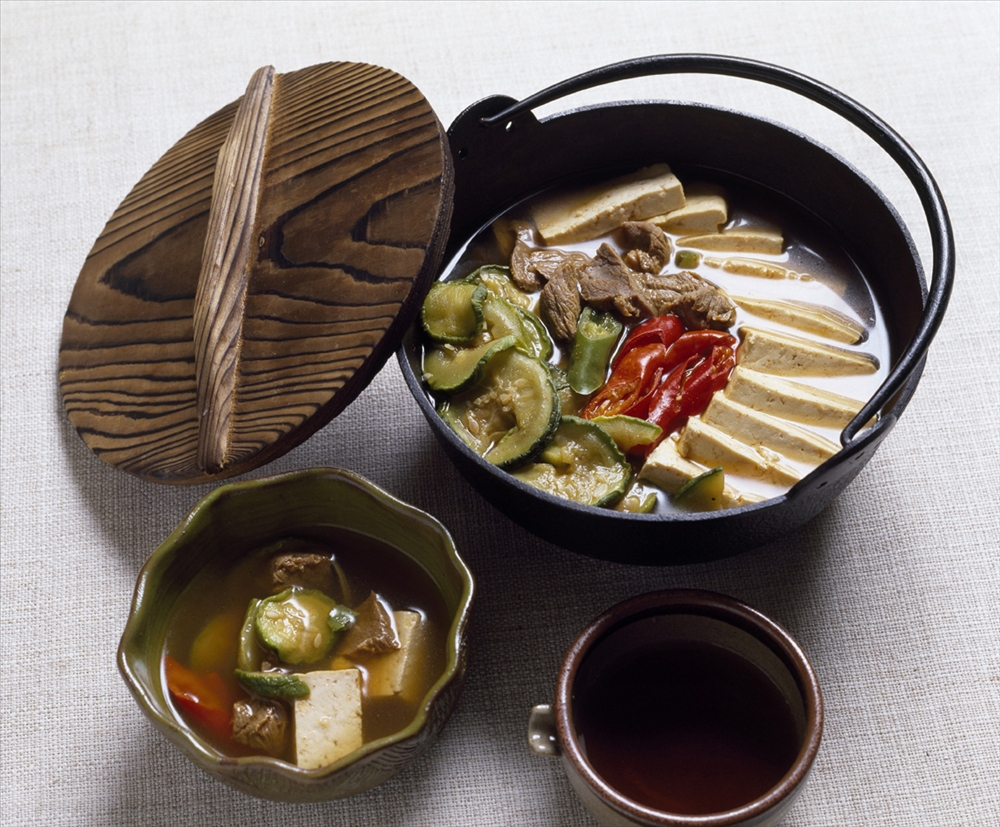
韓国の鋳物鍋
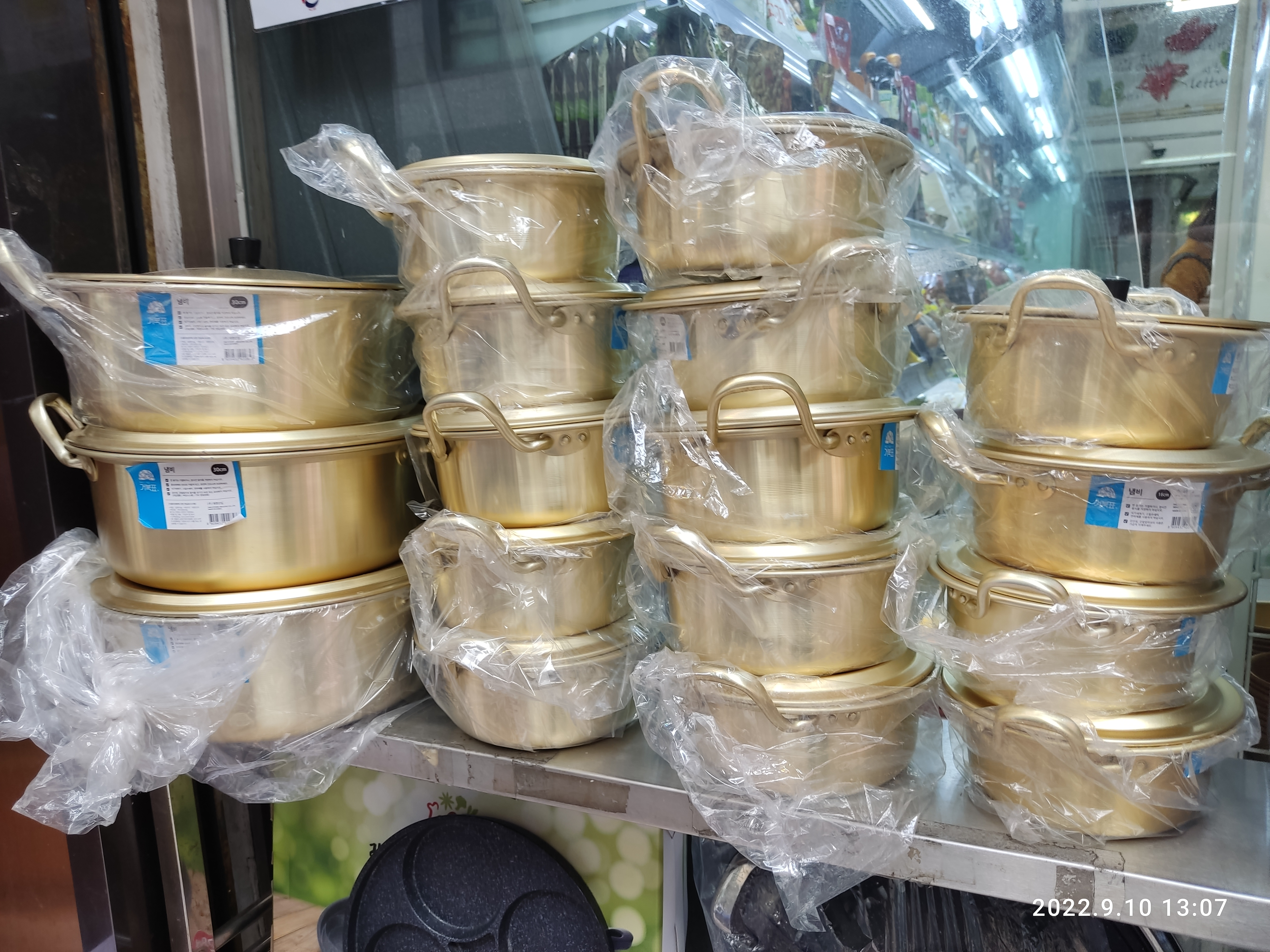
韓国の金属鍋（香港のコリアタウンで販売されているもの）

### 日本

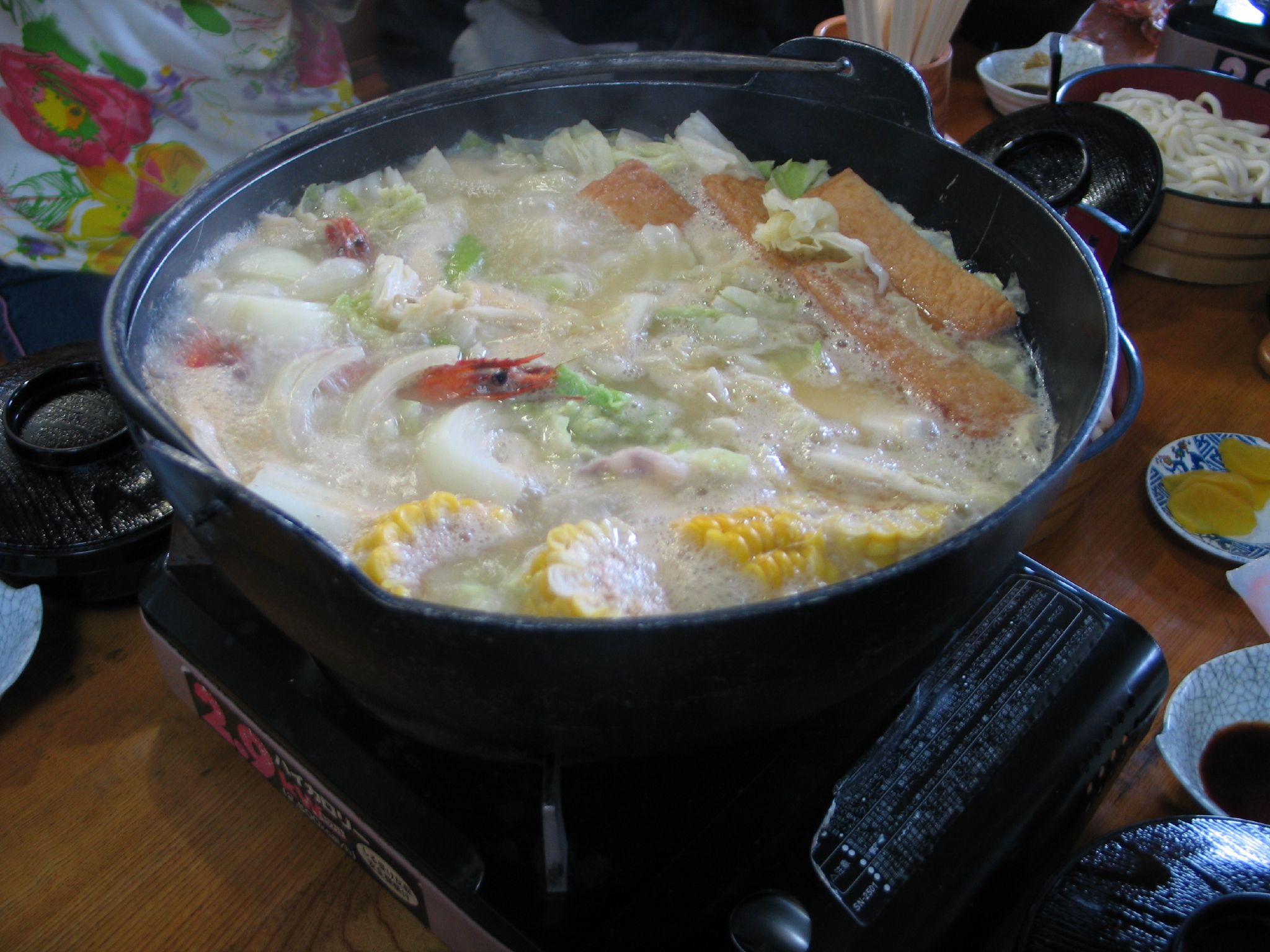
囲炉裏鍋

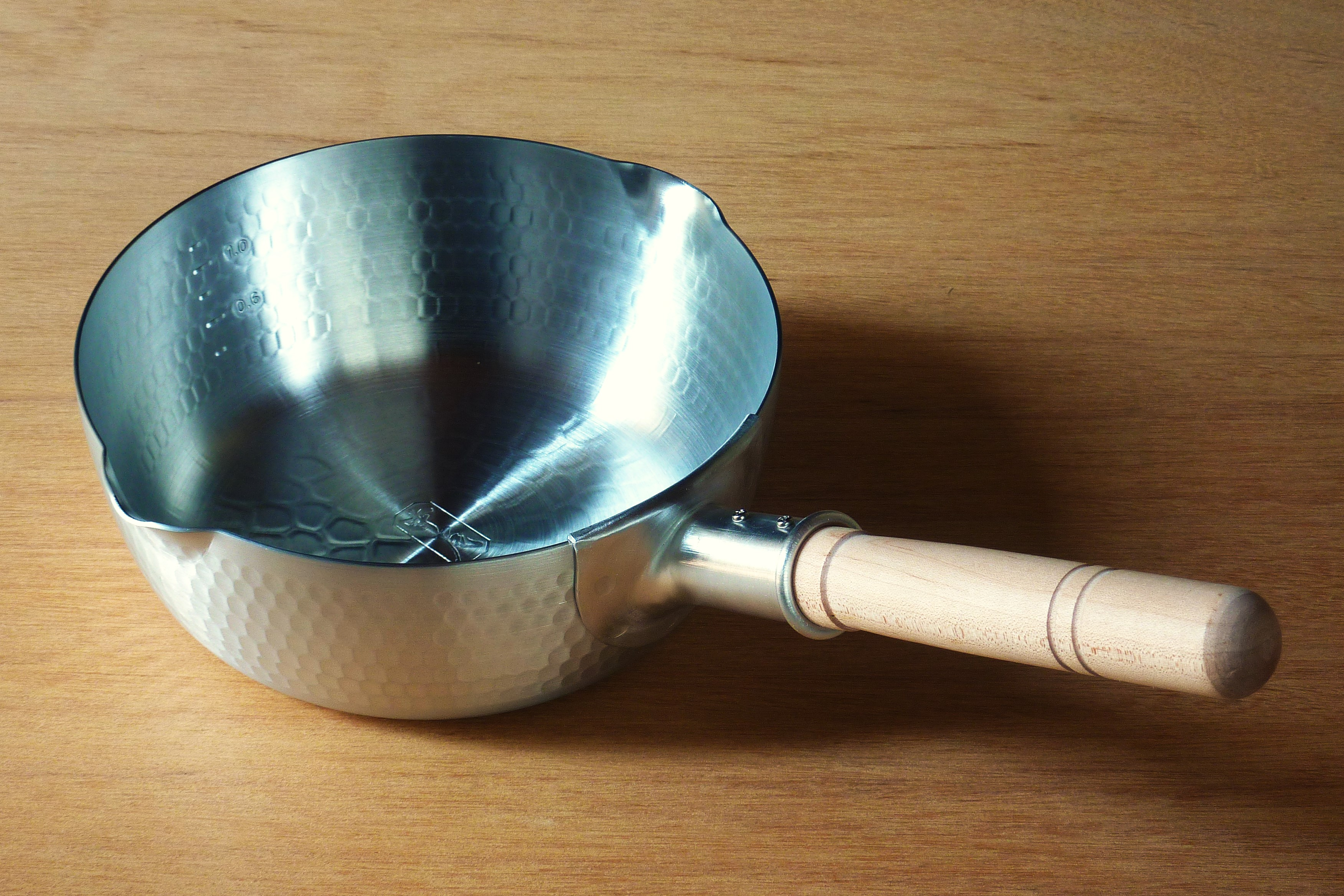
雪平鍋

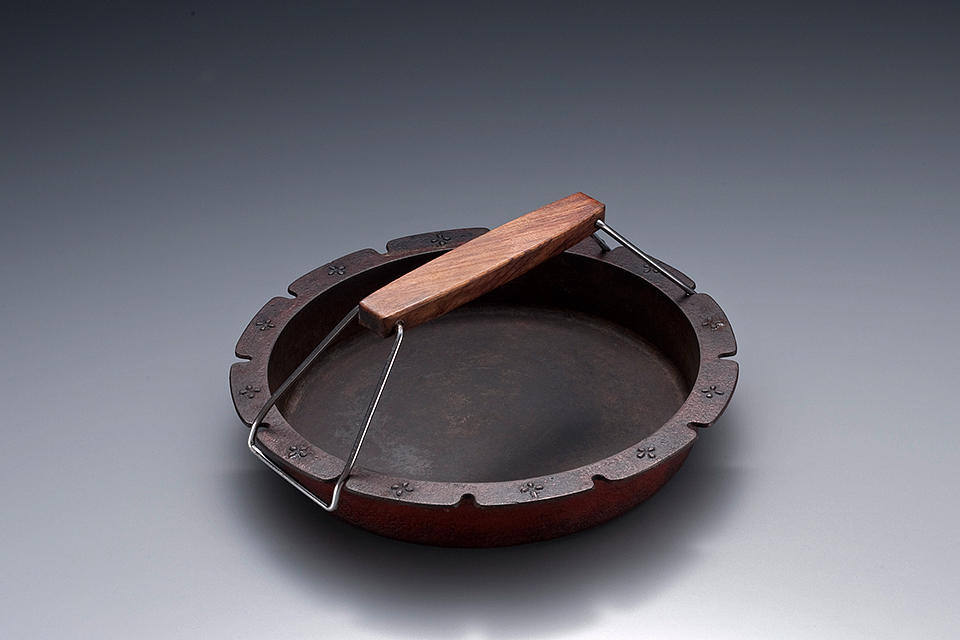
すき焼き鍋（鉄製・1964年）

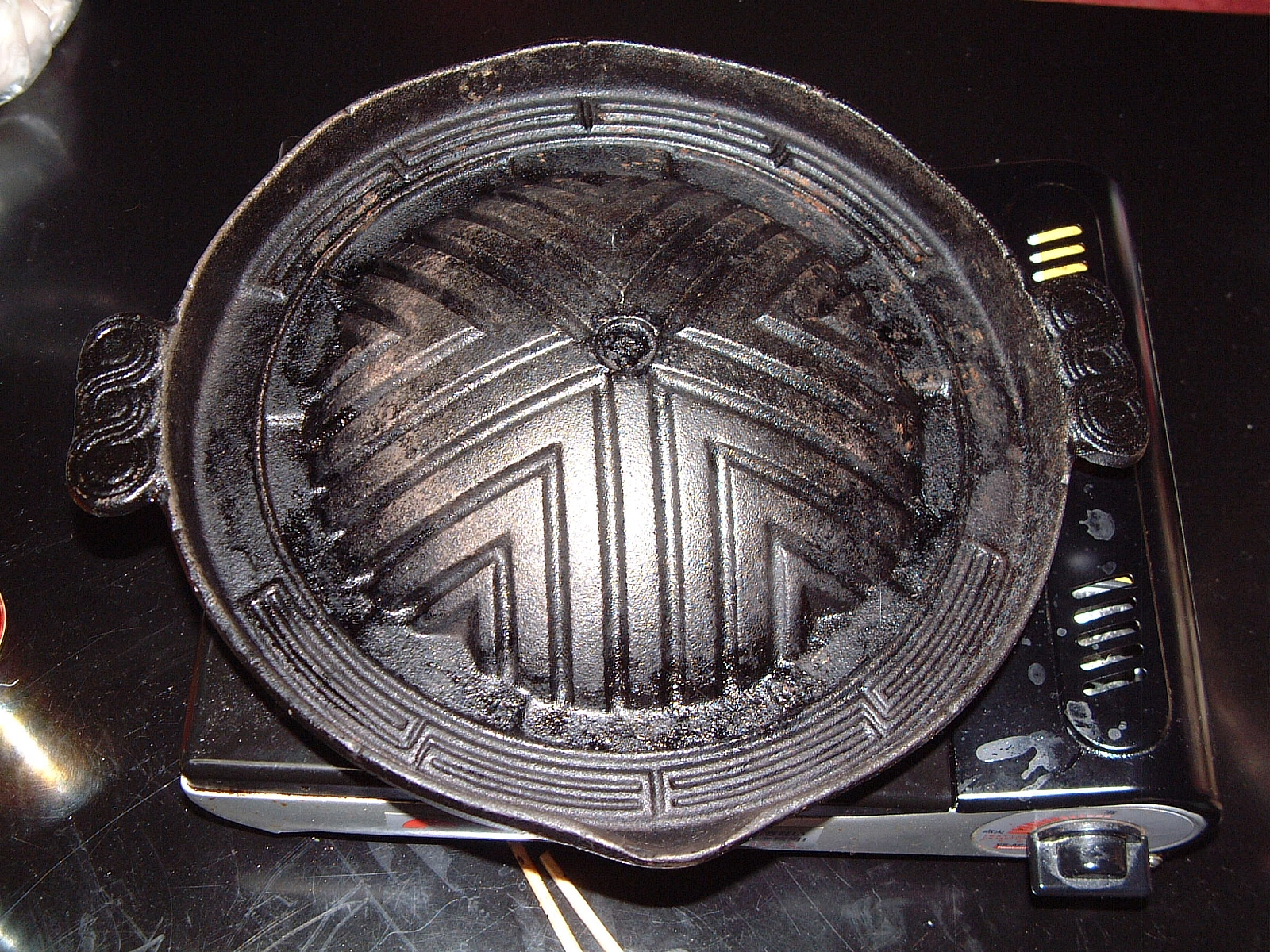
ジンギスカン鍋

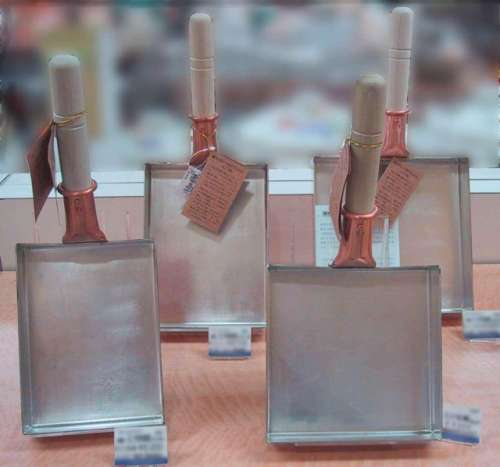
玉子焼き鍋

囲炉裏鍋（いろりなべ）
囲炉裏に掛けるのに適した、柄が付いた丸底の鋳物鍋。アルコールで熱する焜炉を組み合わせた一人用のものもある。
土鍋（どなべ）
陶製の鍋。日本の土鍋のサイズは号数で表示され、号数は寸（3.03 cm）と同一なので、7号であれば約21 cmとなる。
雪平（行平）鍋（ゆきひらなべ）
和風鍋であり、蓋のない中程度の深さの片手鍋。汁の注ぎ口が左右両方に付いている場合が多い。煮物、茹で物、出汁を作る時など、鍋を利用する日本料理で使用される事が多い一種の万能鍋である。蓋は落とし蓋を利用する。本来は取っ手や蓋、つぎ口の付いた土製の鍋、あるいは銅製の鍛造鍋であったが、現在ではアルミ製の軽量な片手鍋であることが多い。鱗のように表面を覆うポリゴン状の模様は、本来は銅板を金槌で叩いて成型した跡である。廉価なプレス成型品でも、鍛造鍋に似せる装飾として模様を付けている。木製の柄がネジで固定されている物があり、これは取っ手が傷んだ場合に木製の柄だけを交換することが可能である。安価で取っ手付き、容量も丁度よいことから屋台などではボウルの代わりに使用されることも多い。在原行平が須磨で海女に潮を汲ませ、鍋で煮詰めて塩を作った故事によるとも。
やっとこ鍋
雪平鍋の取っ手と注ぎ口を取り去った形状の鍋。漢字では「矢床鍋」の字があてられることが多い。取っ手がないので鍋を持つときは、プライヤのような形状で鍋の縁を掴み易くした挟み口の先端が平たく作られた専用の鍋ばさみであるやっとこを使う。利用法は雪平鍋と同様であるが、取っ手が取り付けられていないため、業務用調理器具のガスバーナを使用する際など火力が強いために木製の取っ手が燃えてしまうことを防ぐことができる、同時進行で複数の鍋を並べて調理する際に取っ手が邪魔にならない、違う大きさのものであれば重ねてコンパクトに保管することができる、取っ手が無く全体が丸い部分だけなので洗いやすいといった利点がある。一般的には業務用の鍋である。鍋の厚みは比較的分厚いものが多い。
坊主鍋（ぼうずなべ）
雪平鍋の底を丸底にした形状の鍋。丸底のため煮汁の対流が効率よく行われ熱廻りが良い。取っ手の無い、やっとこタイプの坊主鍋もある。一般家庭で利用されることはほとんど無い。
円付鍋、段付鍋
鍋の縁に近い部分に円形の段差が入っている大型の鍋。円形の蒸籠などを使うことができる。
親子鍋（おやこなべ）
直径16 cm前後、深さ2.5 cm前後で、丼物のたねを作る専用の鍋。複数のバーナーを持つ業務用焜炉で複数同時に調理する場合、取っ手同士がぶつからないよう、取っ手が鍋本体に対して直角に真上へ伸びたように付いているものが多い。親子丼が名前の由来である。

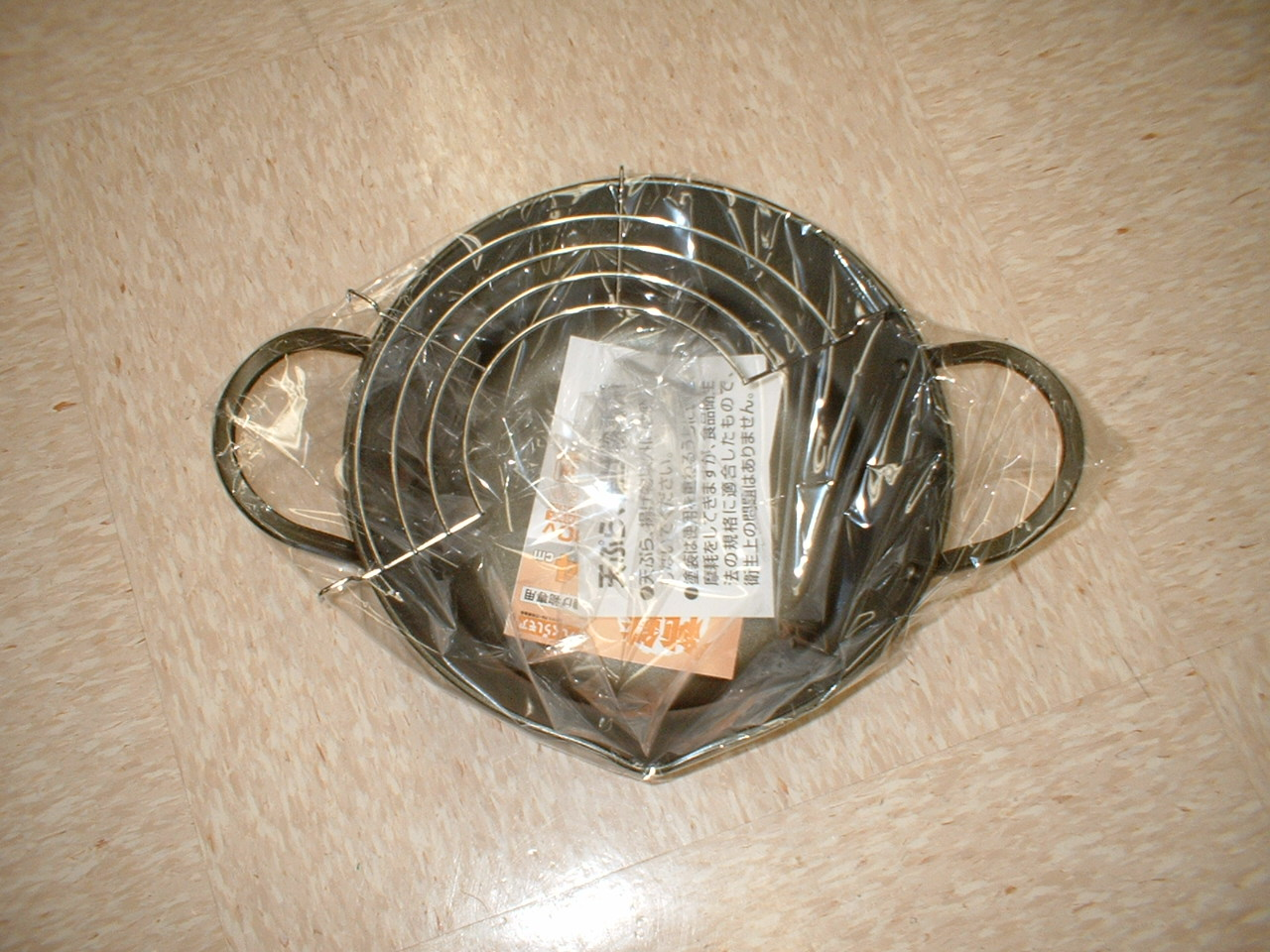
天ぷら鍋と油切り

天ぷら鍋
揚げ物に用いられる鍋。揚げ油を切るための天ぷら網や油はねを防止するためのフードなどを有する。温度計などが付属するものもある。
すき焼き鍋
すき焼きに用いられる鍋。鋳鉄製で円形のものが多い。
しゃぶしゃぶ鍋
しゃぶしゃぶ専用の鍋。
ちりとり鍋
ちりとり鍋に用いる正方形の浅い鍋。「てっちゃん鍋」とも呼ばれる。
うどんすき鍋
うどんすき専用の鍋。
ジンギスカン鍋
ジンギスカン専用の浅鍋。肉を焼くために中央が丸く盛り上がっており、余分な脂が落ちるように溝や穴が開いているものもある。
おでん鍋
おでんに用いられる専用の鍋。
湯豆腐鍋（ゆどうふなべ）
湯豆腐に用いられる専用の鍋。
湯葉鍋（ゆばなべ）
湯葉に用いられる専用の鍋。
燗鍋（かんなべ）
平安時代ごろ、酒を燗するときに用いた銅製または鉄製の鍋。直火で加熱した。
熱燗器
燗酒に用いられる専用の鍋。
玉子焼き鍋（たまごやきなべ）
卵焼き・だし巻き卵専用の浅く四角い鍋。正方形の関東型と、長方形の関西型・家庭用がある。
たこ焼き鍋
たこやき専用の丸い窪みが並んだ鍋。一般的には鋳鉄製だが、明石焼きには銅製のものが用いられる。
羽釜（はがま）、鍔釜（つばがま）
丸底で鍋の外周中央付近に円盤状のつば（はね）が張り出している竈専用の鍋。つばは竈の穴に鍋をしっかり嵌め据えるためのもので、熱効率を高めるのにも一役買っている。蓋は木製で厚みがある重い物を用いる。炊飯の主役的なものであったため、現在でも形状を模したガス鍋等が販売されている。
文化鍋（ぶんかなべ）
炊飯用の深さがある両手鍋。材質はアルミ合金製である。鍋の縁が蓋よりも上にせり出し、重さのある蓋は富士山の裾野状の形となっているのが特徴。炊飯時に蓋の隙間から飛び出した水分は、せり出した縁によりせき止められ吹きこぼれる心配が無く、蓋の傾斜に沿ってまた鍋の中に流れ込むよう工夫されている。本来、炊飯に最適化されて作られた鍋であるが、厚みもあり熱効率が良いことから、煮込み料理に利用されることもある。過去には家庭の必需品で、ご飯を上手く炊けることが料理上手の一つの条件であったが、電気炊飯器の普及により利用者は激減した。
炒め鍋（いためなべ）
フライパンより深く、中華なべのように丸みを帯びた、通常28 cmの鍋。
湯煎鍋
二重構造になっている湯煎のための鍋。
焙烙鍋（ほうろくなべ）
豆類や胡麻などを炒るための素焼きの鍋。
箔鍋（はくなべ）
アルミニウム箔製。昨今のスーパーマーケット等では、あらかじめ一食分切り分けた食材とともに、鍋セットとして販売されているのを見ることができる。ポップコーンには、材料を箔鍋に封入した形態で販売されており、購入者が自分で調理して炒りたての風味を味わえる製品もある。
紙鍋（かみなべ）
主に宴会で用いられるもので、鍋として使用できるよう紙に特殊な加工を施した卓上鍋。鍋料理#使用される鍋を参照。

### 北米

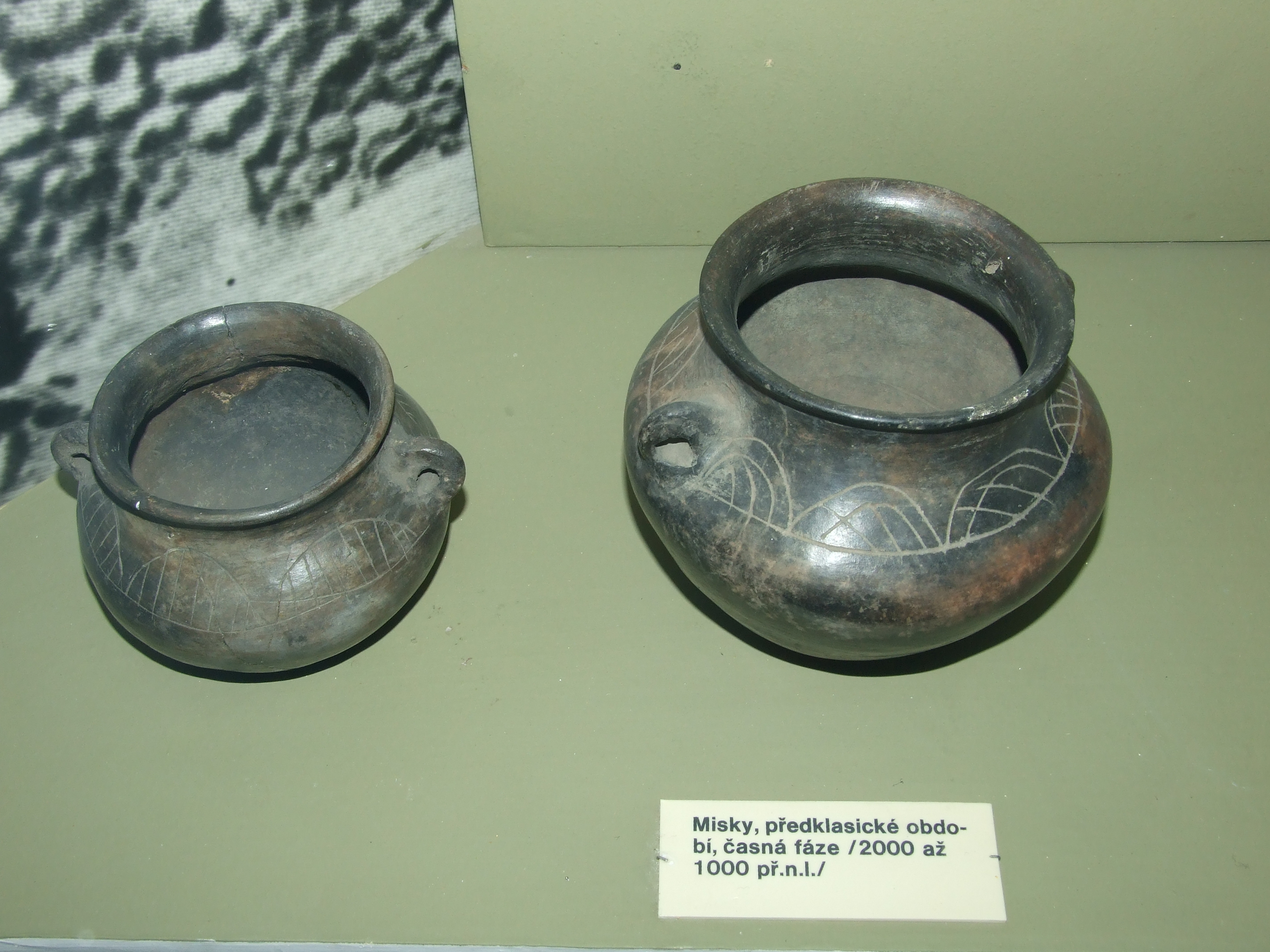
北米・南米の先住民の陶製鍋

ダッチオーブン
アメリカ起源の鋳鉄の鍋。

## 関連法規
日本では家庭用品品質表示法の適用対象とされており雑貨工業品品質表示規程に定めがある。